# Malasia
Malasia (en malayo: Malaysia, o en alfabeto jawi: مليسيا; en inglés: Malaysia), es uno de los cincuenta y un países que componen el continente asiático. La capital legislativa y oficial de la federación es Kuala Lumpur, que es además la ciudad más poblada, mientras que Putrajaya es la sede del Gobierno.
Su territorio está dividido en dos regiones por el mar de la China Meridional: la Malasia peninsular se encuentra en la península malaya y limita al norte con Tailandia y al sur con Singapur, mientras que la Malasia Oriental está situada en la zona septentrional de la isla de Borneo y limita al sur con Indonesia y al norte con Brunéi. Consta de trece estados y tres territorios federales, con un área de 330 803 km². Tiene una población de treinta y dos millones de habitantes. Se encuentra cerca del ecuador y su clima es tropical.
Su jefe de Estado es el monarca Yang di-Pertuan Agong, y el de Gobierno es el primer ministro. Los fundamentos de su gobierno toman como punto de partida el sistema parlamentario de Westminster.
El país solamente comenzó a existir como Estado unificado en 1963; su territorio, dominado por el Reino Unido desde el siglo XVIII hasta la independencia, se hallaba hasta ese año repartido en una serie de colonias. Su mitad oriental estaba compuesta por reinos separados, conocidos como Malasia británica hasta su disolución en 1946, y se reorganizó como la Unión Malaya.
Debido a la gran oposición, se reorganizó una vez más como Federación Malaya en 1948 y alcanzó la independencia el 31 de agosto de 1957. Singapur, Sarawak, Borneo Septentrional y la Federación se unieron para conformar Malasia el 16 de septiembre de 1963. Pero desde el principio surgieron fuertes tensiones que condujeron a un conflicto armado con Indonesia y a la expulsión de Singapur el 9 de agosto de 1965.
Durante la segunda mitad del siglo XX, el país vivió una bonanza económica que le permitió desarrollarse con rapidez. El crecimiento de los años 1980 y 1990, con una media del 8 % de 1991 a 1997, transformó a Malasia en un país recientemente industrializado. Puesto que es uno de los tres países que controlan el estrecho de Malaca, el comercio internacional es parte esencial de su economía. Llegó incluso a ser el principal exportador de estaño, caucho y aceite de palma.
A la actividad industrial corresponde un gran porcentaje de su actividad económica. Cuenta asimismo con una gran biodiversidad de flora y fauna, y se le considera uno de los diecisiete países megadiversos.
Los malayos constituyen la mayor parte de la población nacional. También hay considerables comunidades chinas e indias. El idioma malayo y el Islam son respectivamente la lengua y la religión oficial de la Federación. También se habla inglés, chino y tamil.
Malasia es uno de los países fundadores de la ASEAN y es miembro de otros organismos internacionales como las Naciones Unidas. Por ser ex colonia británica es parte de la Mancomunidad de Naciones.

## Etimología

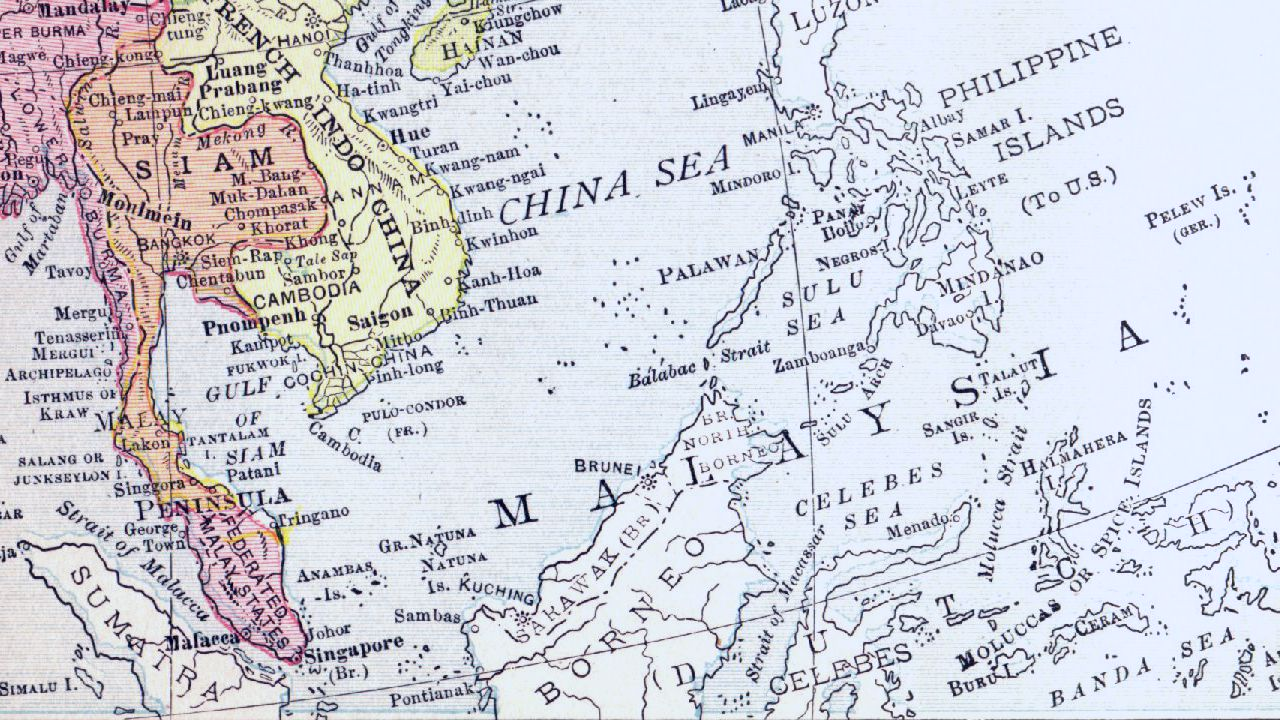
«Malaysia» en un mapa en inglés de 1914.

En 1850 el británico George Samuel Windsor Earl propuso llamar a las islas de Indonesia Melayunesia o Indunesia, decantándose por la primera alternativa.
En un mapa de 1914 la palabra ya aparece para señalar Insulindia. En Filipinas se llegó incluso a contemplar llamar así al archipiélago. También se consideraron nombres como Langkasuka, como el reino situado en la sección superior de la península entre los siglos I y X.
El nombre «Malaysia» se adoptó en 1963, cuando se confederaron las naciones de la Federación Malaya, Singapur, Sabah y Sarawak. Sin embargo, la expresión ya había sido utilizada para referirse a diferentes lugares del Sudeste Asiático.

## Historia

### Prehistoria, antigüedad y medievo
Se han encontrado restos arqueológicos en la península Malaya, Sabah y Sarawak. Los semang, un grupo étnico negrito, tienen un significativo porcentaje de sus ancestros en la península malaya, desde su migración desde África hace 50 000 años. Se les considera un grupo indígena de la región.
Los senoi son un grupo compuesto, con cerca de la mitad de su ADN con ancestros semang y la otra mitad de fuentes indochinas. Se ha sugerido que sus ancestros son agricultores de lengua austronesia, que trajeron su propio idioma y tecnología hace cerca de 5000 años. Los aborígenes malayos son más diversos. Aunque algunos tienen conexión con el Sudeste Asiático, otros tienen ancestros en Indochina en los tiempos de la Glaciación Würm, hace 20 000 años.
Ptolomeo mostró la península malaya en su primer mapa refiriéndose al estrecho de Malaca como Sinus Sabaricus. Desde principios hasta mediados del primer milenio, gran parte de la península y de Insulindia estuvieron bajo la influencia de Srivijaya.

Mapa de la dinastía Chola y sus vasallos en 1030.

Los chinos y los hindúes fundaron reinos en los siglos II y III conocidos como Kedaram, Cheh-Cha o Kataha, en antiguo pallava o sánscrito. La dinastía chola controló Kedah en 1025.
Entre los siglos VII y XIII gran parte de la zona peninsular estuvo bajo control del Imperio srivijaya, originario de Palembang en Sumatra. A continuación, el imperio Majapahit, asentado en la Isla de Java, ejerció una gran influencia sobre lo que hoy constituye el territorio nacional en su conjunto. A continuación el reino budista de Ligor dominó la región. Su rey Chandrabhanu la utilizó para atacar Sri Lanka en el siglo XI, un evento recordado en una inscripción en piedra en Tamil Nadu, así como en las crónicas formosanas de Mahavamsa. Durante el primer milenio los pueblos peninsulares adoptaron el hinduismo y el budismo, al igual que la lengua sánscrita. Más adelante, sin embargo, su población se convirtió mayoritariamente al islam.
El antiguo reino de Gangga Negara, cerca de Beruas en Perak, tiene una historia aún más antigua. «Pattinapalai», un poeta tamil del siglo II, describe los dioses de Kadaram azotados en las calles de la capital de Chola. El drama en sánscrito del siglo VII Kaumudhimahotsva se refiere a Kedah como Kataha-nagari. El Agnipurana también habla de un territorio conocido como Anda-Kataha con una de sus fronteras marcada por un pico, que los especialistas consideran que es el monte más alto del estado, el Gunung Jerai. Los cuentos de Katasaritasagaram hablan de la vida en Kataha.
A principios del siglo XV, el príncipe Paramésuara de Palembang estableció una dinastía y fundó el Sultanato de Malaca. Al tener que huir, zarpó hacia Temasek donde fue protegido por el jefe malasio Temagi, quien había sido declarado regente por el rey de Siam. Tras asesinarlo asumió su cargo. Años más tarde, en Muar visitó Sening Ujong, la localidad que hoy en día corresponde a Malaca. Según los Sejarah Melayu (Anales Malayos) en ese lugar vio un ciervo ratón burlando a un perro bajo un amalakapor, por lo cual decidió llamar a su reino Malaca y establecer allí su primera localidad.
Según una teoría, Paramésuara se convirtió al islamismo tras casarse con la princesa de Pasai, además de adoptar el título de «Shah», llamándose a sí mismo Iskandar Shah. También hay indicios de que miembros de las elites y comerciantes de Malaca ya eran musulmanes. Según crónicas chinas, en 1414 su hijo visitó Ming para informar sobre su muerte, donde fue reconocido como su heredero por el emperador, reinando desde 1414 hasta 1424.

### Presencia europea

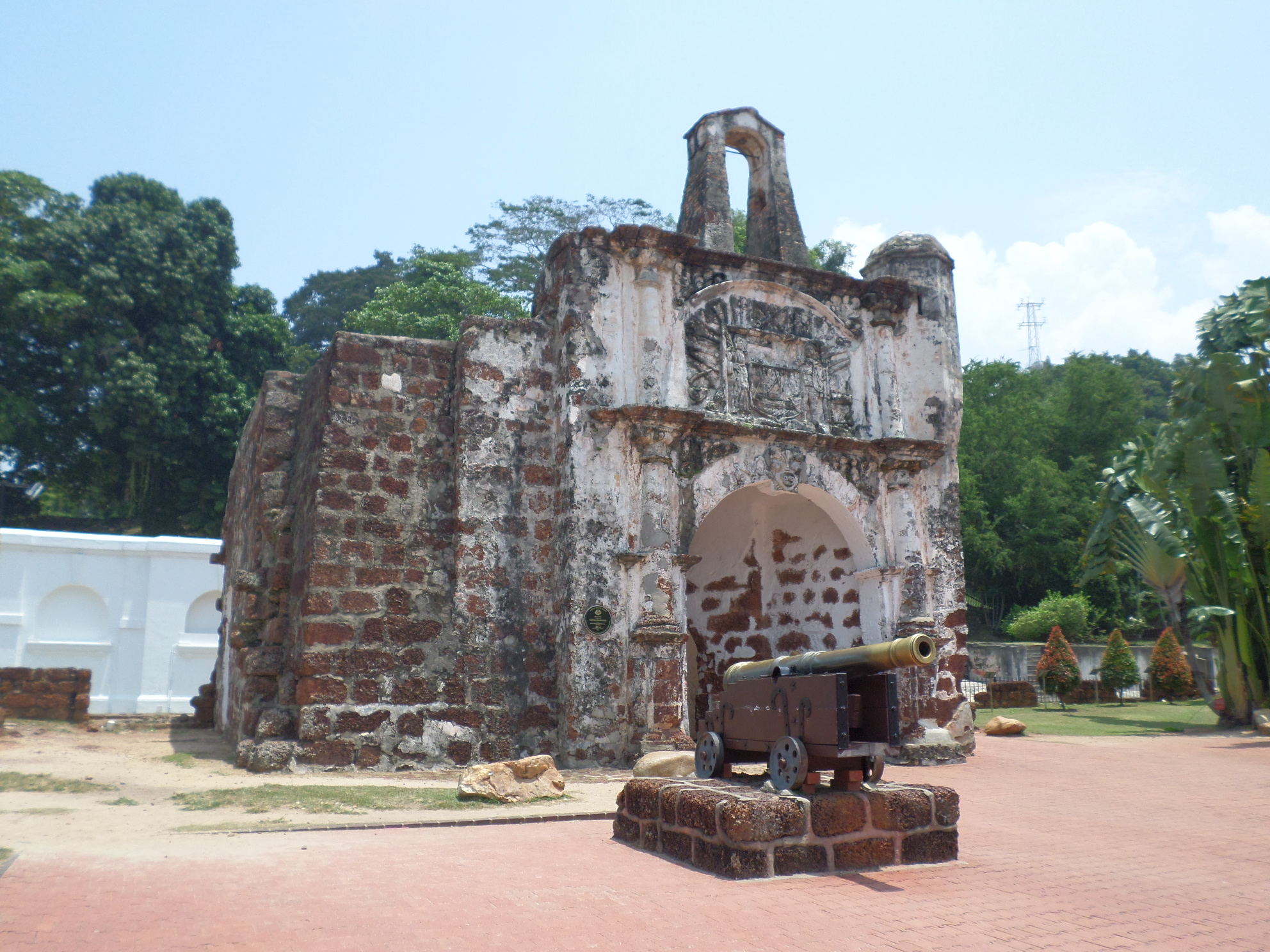
El fuerte A Famosa, en Malaca, fue levantado por los portugueses en el.

En 1511, Malaca fue conquistada por Portugal, que fundó una colonia. Los hijos del último sultán fundaron dos sultanatos, el de Perak al norte y el de Johor al sur. Tras la caída de Malaca, tres naciones se disputaron el control del estrecho: los portugueses, Johor y el Aceh. El conflicto duró hasta 1641, cuando los neerlandeses, aliados de Johor, controlaron el territorio.
El Reino Unido fundó su primera colonia peninsular en 1786, con el arriendo de la isla de Penang a la Compañía Británica de las Indias Orientales por el sultán de Kedah. En 1824 los británicos controlaron Malaca tras la firma del Tratado anglo-neerlandés que dividió Insulindia entre los imperios británico y neerlandés, con Malasia en la primera zona. En 1826 se fundó el Territorio Británico de Ultramar de las Colonias del Estrecho, uniendo las cuatro posesiones de la región: Penang, Malaca, Singapur y la isla de Labuan. En un principio las Colonias fueron administradas por la Compañía de las Indias Orientales en Calcuta, luego en Penang, hasta 1867 en Singapur, y por último por el secretario de Estado para las Colonias en Londres.

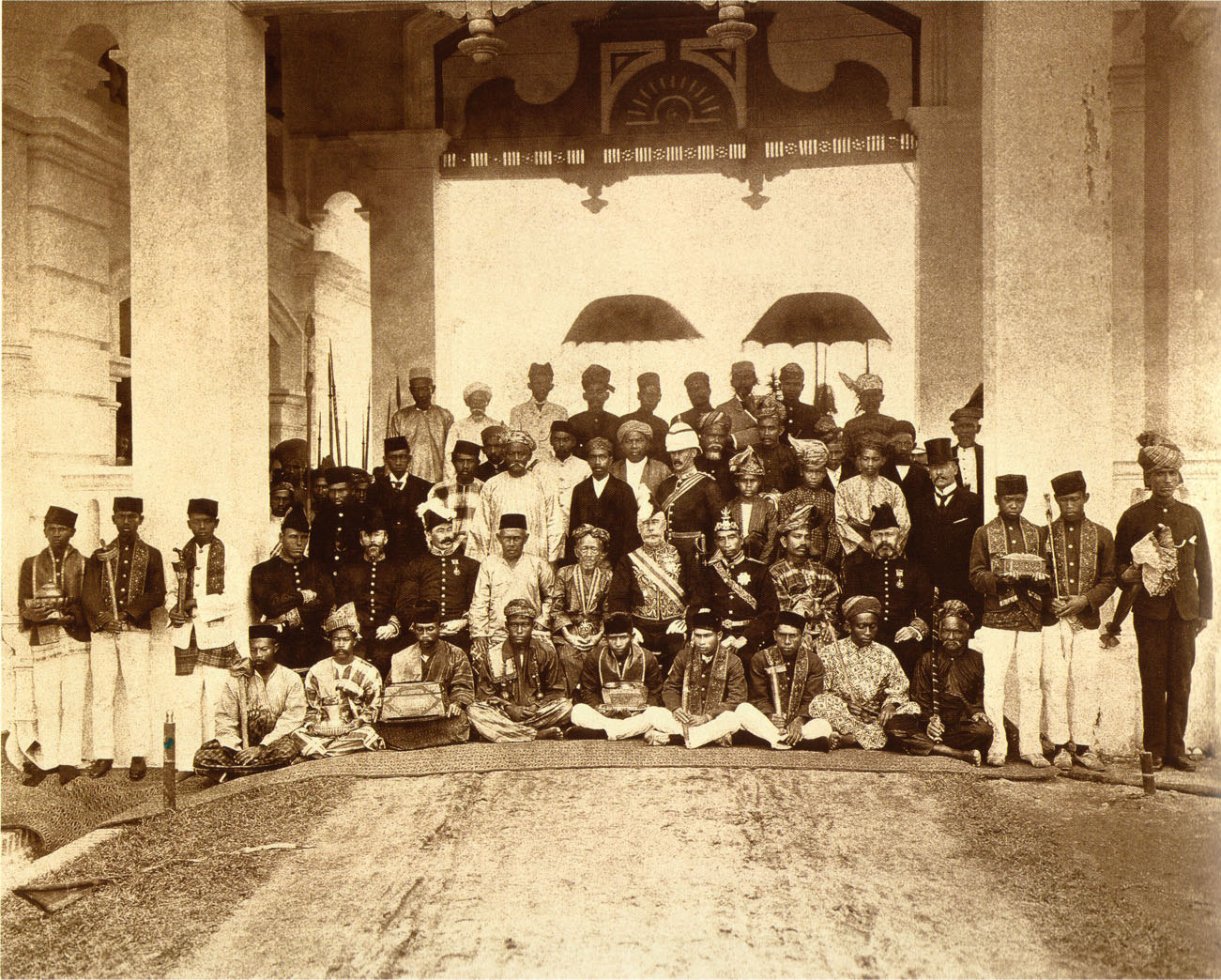
Sultanes en la primera reunión de gobernantes, en 1897.

A finales del siglo XVIII, muchos Estados malasios optaron por buscar ayuda británica para resolver sus conflictos internos, en particular en los asuntos relativos a la extracción de estaño. El Tratado de Pangkor de 1874 favoreció aún más la extensión de su influencia. En el siglo XX los estados de Pahang, Selangor, Perak, y Negeri Sembilan, conocidos como los Estados Federados Malayos (que no debe confundirse con la Federación Malaya), estaban de facto bajo control británico, que de jure solo tenía consejeros.
Los cinco estados no federados también aceptaron ese tipo de ayuda británica a comienzos del siglo XX. Los estados de Perlis, Kedah, Kelantan y Terengganu ya habían estado bajo control tailandés. El otro estado, Johor, fue el único que se mantuvo independiente durante el siglo XIX. El sultán Abu Bakar de Johor y la reina Victoria sostuvieron relaciones de igual a igual. Solo hasta 1914 el sucesor sultán Ibrahim aceptó un consejero británico.

### Segunda Guerra Mundial

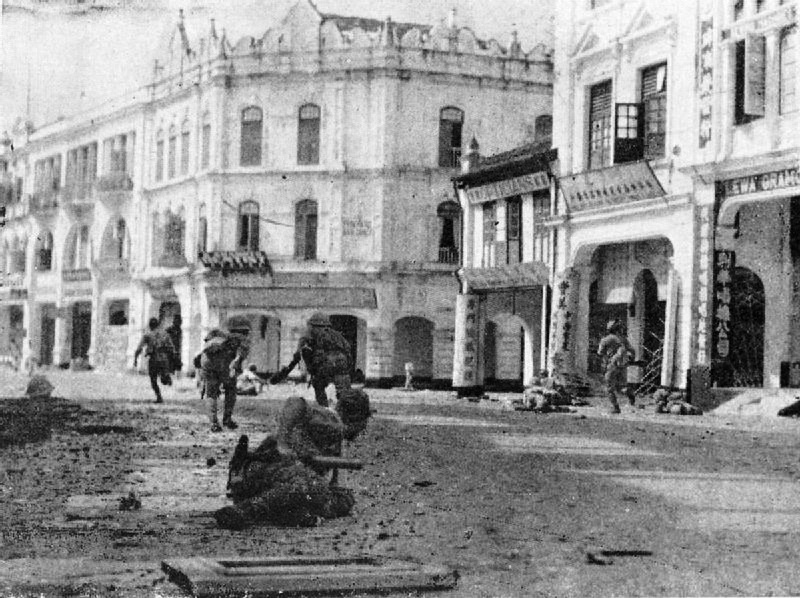
Tropas japonesas en Kuala Lumpur durante la Segunda Guerra Mundial.

La invasión japonesa de Malasia, iniciada el 8 de diciembre de 1941, al día siguiente del ataque a Pearl Harbor, sorprendió a las tropas británicas mal preparadas. Durante la década de 1930, anticipándose a la creciente amenaza del poder naval japonés, los británicos habían construido una gran base naval en Singapur, pero no se había previsto una invasión de Malasia desde el norte. Debido también a las necesidades de la guerra en Europa, no existía prácticamente ninguna capacidad aérea británica en el Extremo Oriente. Así los japoneses pudieron atacar desde sus bases en la Indochina francesa con impunidad y a pesar de la tenaz resistencia de las fuerzas británicas, australianas e indias, invadieron Malasia en dos meses. Singapur, sin defensas terrestres, sin cobertura aérea y sin suministro de agua, se vio obligada a rendirse en febrero de 1942, haciendo un daño irreparable al prestigio británico. Durante la ocupación en la Segunda Guerra Mundial, creció el apoyo popular a la independencia. Las relaciones con los japoneses fueron penosas principalmente para los habitantes chinos, que fueron expropiados, discriminados y exterminados, pues, por ejemplo, durante el sook ching (la purificación por el sufrimiento), murieron 80.000 de entre ellos.
El nacionalismo étnico malayo también se vio reforzado por la decisión nipona de permitirle a Tailandia anexarse los estados septentrionales de Kedah, Perlis, Kelantan y Terengganu, que habían sido cedidos a los británicos en 1909. Las dificultades comerciales pronto dispararon el desempleo y los japoneses comenzaron a ser muy impopulares.
Durante ese periodo los rebeldes bajo la égida del Partido Comunista de Malasia lanzaron operaciones de guerrilla con el fin de expulsar a los británicos. La guerra duró de 1948 hasta 1960 e implicó una larga campaña antiinsurgente por parte de las tropas de las Mancomunidad de Naciones en el país. Aunque los ataques disminuyeron muy pronto, la presencia militar continuó dentro del contexto de la Guerra Fría.

### Estado independiente

#### Formación de Malasia

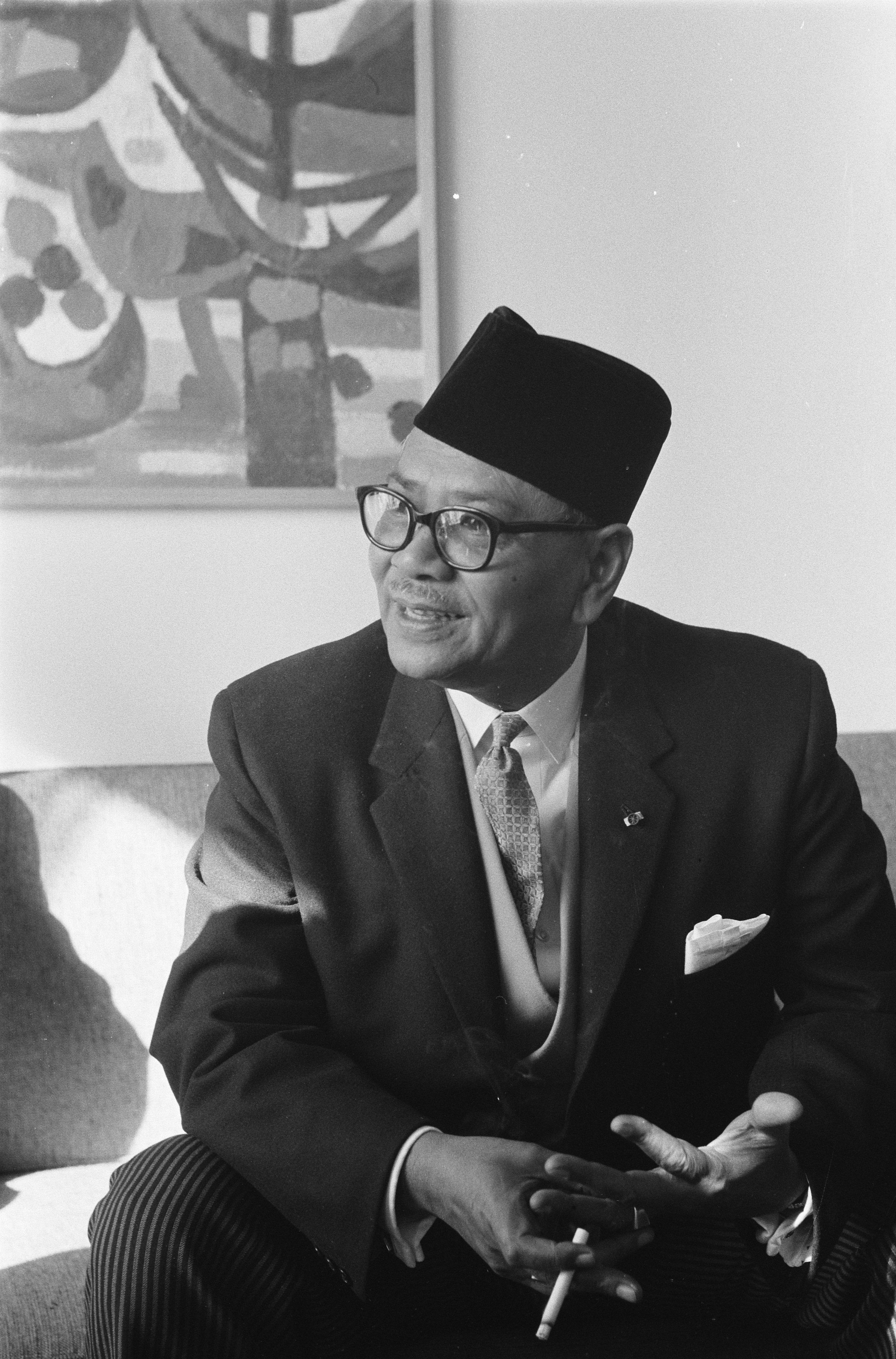
Tunku Abdul Rahman, primer ministro entre 1955 y 1970, considerado el Padre de Malasia.

En 1955, se realizaron las primeras elecciones para un Consejo Federal Legislativo, que se encargaría de dirigir el primer gobierno electo malayo. La Alianza, una coalición multirracial tripartita liderada por Tunku Abdul Rahman y compuesta por el partido Organización Nacional de los Malayos Unidos (UMNO), la Asociación China Malaya (MCA), y el Congreso Indio Malayo (MIC) obtuvo una victoria arrolladora. El 31 de agosto de 1957, la Federación Malaya logró su independencia dentro de la Mancomunidad de Naciones, con Abdul Rahman como primer ministro y jefe de Gobierno. Rápidamente comenzaron las negociaciones para la formación de una Federación que abarcara, además de la península, las colonias de Singapur, Sabah, Sarawak, y el Sultanato de Brunéi. La fusión finalmente se produjo el 16 de septiembre de 1963, formándose definitivamente el estado actualmente conocido como Malasia. Sin embargo Brunéi, pese a expresar inicialmente su intención de unirse a la Federación, se retiró del plan debido a la oposición de ciertos sectores de la población y por disensiones sobre el pago de regalías por la extracción petrolera y sobre el estatus del Sultanato en la Federación.
El nuevo estado debió enfrentar la oposición de Indonesia a su creación, lo que devino en la confrontación indonesio-malaya (Konfrontasi) entre 1962 y 1966, durante las negociaciones y los primeros años de existencia de Malasia. Las Filipinas a su vez reclamaron Sabah basados en la cesión por parte del Brunéi de sus territorios nororientales del Sultanato de Joló en 1704. El pleito sigue en curso. Sin embargo, Malasia pudo subsistir y ganar la guerra contra Indonesia gracias al apoyo británico, logrando normalizar rápidamente su situación diplomática y firmar un tratado de paz con el país vecino. El Konfrontasi dejó un saldo de 740 muertos y 456 heridos entre ambos bandos.
Posterior a la formación del estado malasio, se desataron fricciones entre el gobierno federal, presidido por Abdul Rahman, y el gobierno estatal de Singapur, presidido por Lee Kuan Yew, del Partido de Acción Popular. El temor del gobierno dominado por la UMNO ante Singapur se centraba en la población mayoritariamente china y económicamente fuerte del estado federado, que gozaba de una amplia autonomía dentro de la propia Federación. Lee cuestionaba el controvertido Artículo 153 de la Constitución Federal, que otorgaba privilegios a los malayos y grupos indígenas, conocidos como bumiputras, dado que hasta entonces los chinos étnicos dominaban la economía regional, y estableció el postulado de una «Malasia malasia» (es decir, una Malasia para los malasios) fuera de toda discriminación racial. Las tensiones alcanzaron su punto máximo en poco más de un año, y el 9 de agosto de 1965 se realizó el Acuerdo de independencia de Singapur, que estableció la moderna República de Singapur como un país soberano e independiente. Con la salida de Singapur, Sabah y Sarawak perdieron el contrapeso de controlar un tercio de los escaños del Parlamento, facilitando que el gobierno federal pudiera violar sin problemas su autonomía especial.

#### Crisis de 1969 y Barisan Nacional

Abdul Razak Hussein, primer ministro entre 1970 y 1976, principal artífice de la Nueva Política Económica y de la fundación del Barisan Nasional.

A pesar de que la expulsión de Singapur parecía poner fin al último escollo en la dominación política de la UMNO, en las siguientes elecciones federales, el 10 de mayo de 1969, la Alianza sufrió una fuerte debacle y estuvo a punto de perder la mayoría en el Dewan Rakyat ante distintos partidos socialdemócratas, presididos en su mayoría por chinos, como el Partido de Acción Democrática (sucesor del PAP) y el Gerakan; o el islamista y malayo Partido Islámico Panmalayo (PAS). Las tensiones entre chinos y malayos durante los días posteriores a los comicios desataron una serie de disturbios raciales conocidos como Incidente del 13 de mayo, provocado por los choques entre partidarios del gobierno y de la oposición, dentro del más amplio conflicto racial entre malayos y chinos. Ese mismo día, por la noche, el Yang di-Pertuan Agong declaró el estado de emergencia, suspendió el legislativo electo y Abdul Rahman concentró todo el poder en el ejecutivo. Durante el siguiente año, gobernó el Consejo Nacional de Operaciones como órgano interino, hasta que el 22 de septiembre de 1970, Abdul Rahman dimitió en un intento de estabilizar la situación política, siendo suplantado por su hasta entonces vice primer ministro, Abdul Razak Hussein.
Abdul Razak restauró las instituciones parlamentarias el 20 de febrero de 1971, y comenzó un proceso de pacificación y estabilización que, sin embargo, vino acompañado de un aumento de las restricciones a las libertades civiles y políticas. Tras la aprobación de una polémica Ley de Sedición, que prohibía expresamente sugerir derogar ciertas partes de la constitución, en particular el artículo 153, Abdul Razak implementó la también controvertida Nueva Política Económica, destinada a incrementar la participación de los bumiputras mediante políticas de acción afirmativa. Desde ese entonces Malasia mantendría durante muchas décadas un frágil equilibrio étnico-político, con un sistema de gobierno que ha tratado de conciliar el desarrollo con políticas y planes económicos basados en la representación de todas las razas.
Con el objetivo de evitar que volviera a ocurrir una debacle electoral similar a la de la Alianza, Abdul Razak fundó el 1 de enero de 1973 el Barisan Nasional (Frente Nacional) o BN, una coalición electoral compuesta por hasta catorce partidos políticos en su apogeo, muchos de ellos basados en grupos étnicos. Simultáneamente, se restringió en gran medida el acceso de grupos opositores a medios de comunicación y las campañas electorales fueron reducidas a reuniones privadas discretas, prohibiéndose los mítines a gran escala. Esta medida tuvo éxito, pues el Barisan Nasional dominaría la vida política del país durante las siguientes tres décadas sin que ninguna otra fuerza política tuviera una posibilidad realista de presentar una alternativa viable. Reelegido por aplastante margen en 1974 y enfermo de leucemia, Abdul Razak no pudo completar su segundo mandato, pues falleció en enero de 1976, siendo sucedido por Hussein Onn, que continuó con las mismas políticas económicas, raciales, e institucionales de su predecesor.
También con su salud en declive, Hussein tampoco gobernó mucho tiempo, y el 16 de julio de 1981 entregó el cargo de primer ministro a Mahathir Mohamad, quien comenzó a incrementar su poder a partir de la victoria del Barisan Nasional en las elecciones del año siguiente. Heredando la Nueva Política Económica, al menos hasta 1990, Mahathir también persiguió activamente la privatización de empresas gubernamentales desde principios de los años ochenta, tanto por razones económicas liberales como por perseguidores contemporáneos como Margaret Thatcher, y porque consideró que, combinado con la acción afirmativa para los bumiputeras, podría brindar oportunidades económicas para negocios bumiputeras.

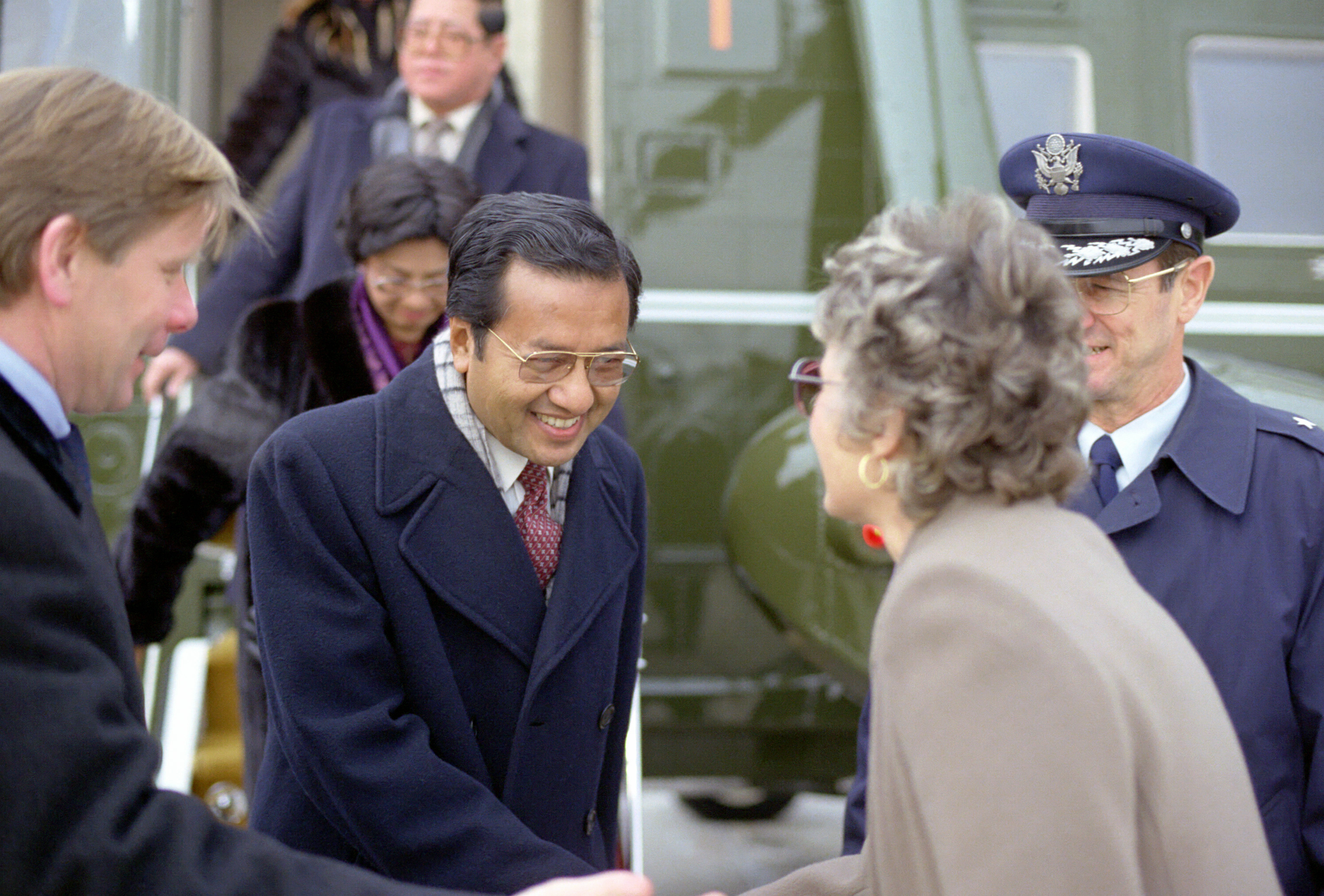
Mahathir Mohamad, primer ministro de Malasia entre 1981 y 2003 y entre 2018 y 2020.

En el plano político, Mahathir gobernó durante veintidós años, convirtiéndose en el primer ministro de Malasia con más tiempo en el cargo. Bajo su liderazgo, el Barisan Nasional revalidaría la mayoría calificada de dos tercios del Dewan Rakyat en cinco ocasiones consecutivas.
La expiración de la Nueva Política Económica de Malasia (NEP) en 1990 dio a Mahathir la oportunidad de esbozar su visión económica para Malasia. En 1991, anunció Visión 2020, en virtud del cual Malasia trataría de convertirse en un país plenamente desarrollado dentro de treinta años. El objetivo requeriría un crecimiento económico medio de aproximadamente el 7 por ciento del producto interno bruto por año. Una de las características de Visión 2020 sería romper gradualmente las barreras étnicas. Visión 2020 estuvo acompañado por el reemplazo del NEP, la Política Nacional de Desarrollo (NDP, por sus siglas en inglés), según la cual algunos programas gubernamentales diseñados para beneficiar exclusivamente a los bumiputeros se abrieron a otras etnias. El NDP logró el éxito de uno de sus principales objetivos, la reducción de la pobreza. En 1995, menos del nueve por ciento de los malasios vivía en la pobreza y la desigualdad de ingresos se había reducido. El gobierno de Mahathir recortó los impuestos corporativos y liberalizó las regulaciones financieras para atraer la inversión extranjera. La economía creció en más del nueve por ciento anual hasta 1997, lo que provocó que otros países en desarrollo intentaran emular las políticas de Mahathir. Gran parte del crédito por el desarrollo económico de Malasia en la década de 1990 fue para Anwar Ibrahim, nombrado por Mahathir como ministro de Finanzas en 1991. La oleada de bienestar económico y estabilidad política de la década se hicieron notar en las elecciones federales de 1995, en las que el Barisan Nasional obtuvo la que hasta la fecha es su mayor victoria por voto popular, al superar el 65% de los votos por única vez.
Mahathir inició una serie de grandes proyectos de infraestructura en la década de 1990. Uno de los más grandes fue el Multimedia Super Corridor, un área al sur de Kuala Lumpur, en el molde de Silicon Valley, diseñado para atender a la industria de la tecnología de la información. Sin embargo, el proyecto no logró generar la inversión anticipada. Otros proyectos de Mahathir incluyeron el desarrollo de Putrajaya como el hogar del servicio público de Malasia y la realización de un Gran Premio de Malasia de Fórmula 1 en Sepang. Uno de los desarrollos más controvertidos fue la presa Bakun en Sarawak. El ambicioso proyecto hidroeléctrico estaba destinado a transportar electricidad a través del Mar del Sur de China para satisfacer la demanda de electricidad en Malasia peninsular. El trabajo en la presa se suspendió debido a la crisis financiera asiática.
La crisis financiera amenazó con devastar a Malasia. El valor del ringgit cayó en picado debido a la especulación monetaria, la inversión extranjera huyó y el índice bursátil principal cayó más del 75 por ciento. A instancias del Fondo Monetario Internacional (FMI), el gobierno recortó el gasto público y elevó las tasas de interés, lo que solo sirvió para exacerbar la situación económica. En 1998, Mahathir revirtió este curso de política desafiando al FMI y su propio diputado, Anwar. Aumentó el gasto público y fijó el ringgit al dólar estadounidense. El resultado confundió a sus críticos internacionales y al FMI. Malasia se recuperó de la crisis más rápido que sus vecinos del sudeste asiático.
En las elecciones de 1999, se presentó el Barisan Alternatif (Frente Alternativo). Los tres principales partidos de la oposición, el DAP, el PAS, y el recientemente fundado Partido de la Justicia Popular (PKR), liderado por la esposa de Anwar, Wan Azizah, se distribuyeron los escaños para evitar que su división beneficiara al oficialismo. Aunque logró amplios avances con relación al voto popular, el Barisan Nasional mantuvo su preponderancia en los comicios gracias al gerrymandering y al hecho de que el PKR se encontraba paralizado por el encarcelamiento de muchos de sus dirigentes.

#### SigloXXI
Mahathir dimitió como primer ministro el 31 de octubre de 2003, después de más de dos décadas de gobierno y siendo el líder electo con más tiempo en su cargo al momento de su retiro. Su sucesor designado fue Abdullah Ahmad Badawi. Desde la salida del DAP del Barisan Alternatif en 2001 y el crecimiento del PAS como oposición, el islamismo sería la principal alternativa en las siguientes elecciones. En última instancia, en las elecciones de 2004, el Barisan Nasional, liderado por Abdullah, obtuvo su victoria más aplastante al lograr controlar más del 90% de los escaños del Dewan Rakyat y gobernando casi todos los estados, resultando Abdullah elegido para un mandato completo y consolidando su dominio político. El 2 de septiembre de 2004, y ya con Mahathir fuera del poder, Anwar Ibrahim fue liberado, aunque con una prohibición de participar en la política hasta abril de 2008.

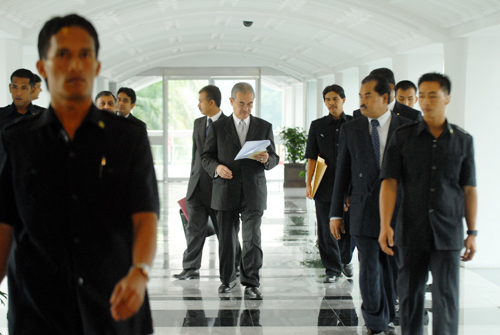
Abdullah Badawi ingresa al Parlamento en abril de 2008, poco después de perder la debacle electoral.

Durante su primer mandato, Abdullah buscó alejarse de las políticas económicas implementadas por su predecesor, basando su idea económica en «la innovación y la creatividad», e hizo hincapié en una reactivación del sector agrícola de Malasia. En 2005, Abdullah condujo exitosamente a su país a un acuerdo de libre comercio con Japón. Sin embargo, la administración de Abdullah fue acusada varias veces de corrupción. En 2005, se alegó que, bajo la administración de Abdullah, se había producido un aumento significativo en los casos de amiguismo con respecto a la distribución de permisos de importación para vehículos fabricados en el extranjero. Entonces el ex primer ministro Mahathir había pedido una investigación del problema. Más tarde, Mahathir criticó también a Abdullah por cancelar una serie de proyectos de desarrollo que había iniciado el primero, como la construcción de un puente para reemplazar la calzada que une Malasia y Singapur. A partir de 2007, el gobierno de Abdullah debió enfrentarse a un fortalecimiento repentino de la oposición externa, con varias manifestaciones contra la falta de libertad de prensa, el Poder Judicial sesgado, y la supuesta parcialidad de parte de la Comisión Electoral.

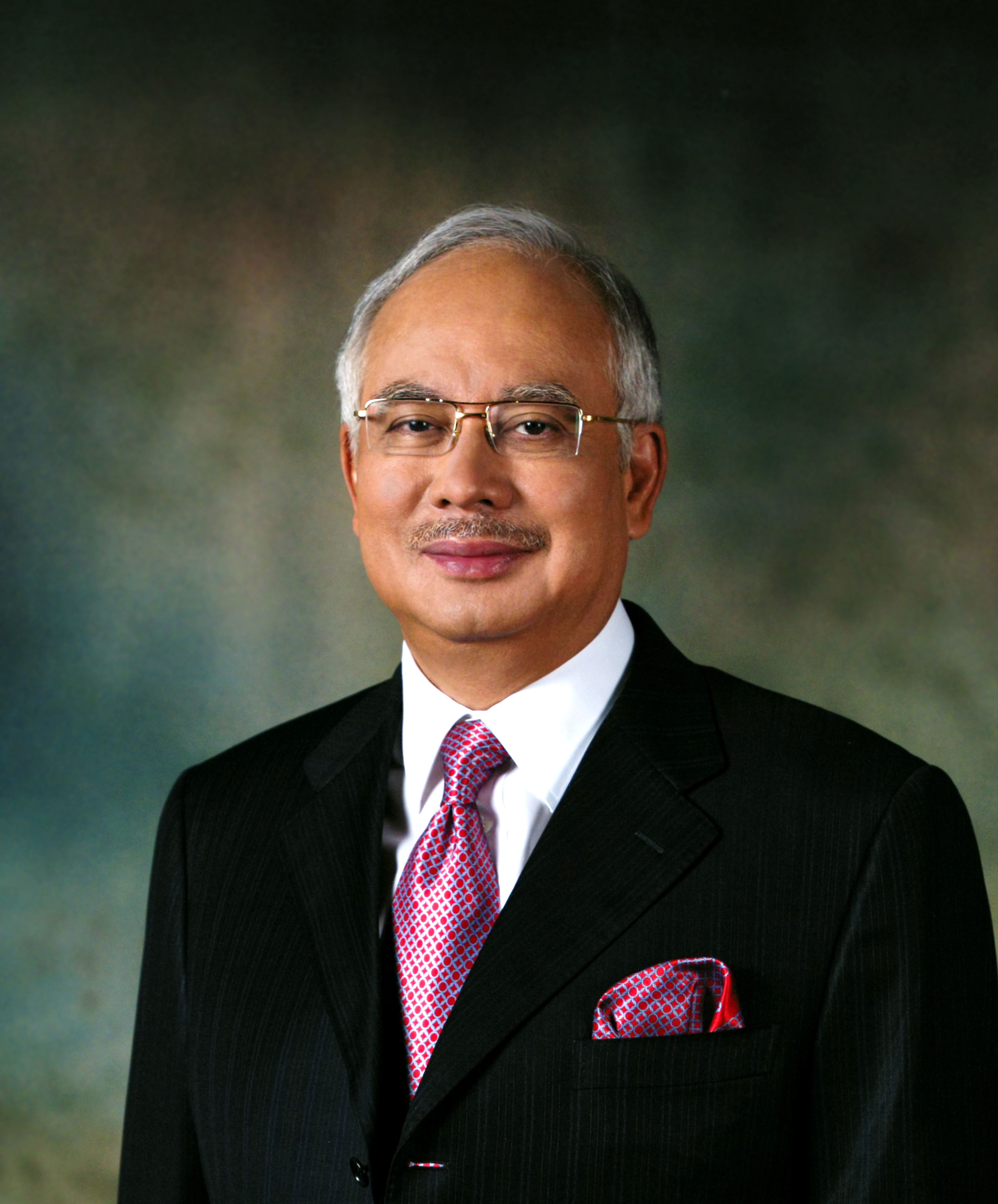
Najib Razak, primer ministro entre 2009 y 2018.

En este marco, Abdullah adelantó considerablemente las elecciones federales a marzo de 2008, lo cual fue visto como una estratagema para impedir que Anwar Ibrahim presentara una candidatura (su prohibición vencía al mes siguiente). Para entonces, la oposición nuevamente se había organizado para distribuirse las circunscripciones, y un nuevo frente electoral, el Pakatan Rakyat (Pacto Popular) se presentó a las elecciones. En los comicios, el Barisan Nasional sufrió una debacle y perdió por primera vez la mayoría absoluta de dos tercios, con el Pakatan Rakyat logrando, además, la gobernación en cinco de los doce estados en disputa. En agosto de ese año, Anwar triunfó con el 67% de los votos en una elección parcial, correspondiente al escaño de su esposa, accediendo al legislativo y asumiendo como Líder de la Oposición Federal.
La debacle electoral del Barisan Nasional y el surgimiento de un contrapeso opositor coherente forzó la dimisión de Abdullah el 3 de abril de 2009, siendo reemplazado por el hijo de Abdul Razak, Najib Razak. La permanencia de Najib como primer ministro se caracterizó por medidas de liberalización económica, como recortes en los subsidios gubernamentales, reducción de restricciones a la inversión extranjera y reducciones en las medidas preferenciales para los malayos étnicos en los negocios. Inicialmente trató de perfilarse como un líder más políticamente liberal que su predecesor, legalizando políticos opositores y aliviando algunas de las restricciones a las libertades civiles, destacando la derogación definitiva de la Ley de Seguridad Interna entre 2011 y 2012.
En las elecciones de 2013, el Pakatan Rakyat se impuso ante el Barisan Nasional por voto popular con el 50.87% de los sufragios, pero debido al irregular sistema de circunscripciones, el oficialismo conservó la mayoría y Najib fue reelegido para un segundo mandato, desatando acusaciones de gerrymandering y fraude electoral de parte de la oposición. El segundo mandato de Najib estuvo marcado por la persecución de varios de sus críticos por cargos de sedición, el encarcelamiento de Ibrahim tras una segunda condena por sodomía, la implementación de un impuesto a los bienes y servicios (GST) y un escándalo en curso involucrando a la firma de inversiones del estado 1Malaysia Development Berhad (1MDB) que llevó a mítines convocando a la renuncia de Najib, encabezada por el movimiento Coalición por Elecciones Libres y Justas (BERISH).
La respuesta de Najib a las acusaciones de corrupción fue reforzar su control del poder reemplazando al vice primer ministro, suspendiendo dos periódicos y promoviendo en el parlamento un controvertido proyecto de ley del Consejo de Seguridad Nacional que otorga al primer ministro poderes sin precedentes. Los diversos recortes en los subsidios de Najib contribuyeron a elevar los costos de vida, mientras que los precios fluctuantes del petróleo y las consecuencias del escándalo de 1MDB han llevado a una constante depreciación del ringgit malasio. En el marco de la creciente crisis política, social y económica, el ex primer ministro Mahathir Mohamad abandonó la UMNO en enero de 2016 y se pasó a la oposición. El 4 de marzo de ese mismo año, se firmó la Declaración de los Ciudadanos de Malasia, un pacto político de distintos líderes partidarios, entre los que se encontraban Ling Liong Sik y Mahathir, ahora liderando juntos la coalición opositora Pakatan Harapan (Pacto de la Esperanza), establecida tras la caída del Pakatan Rakyat en 2015, por la salida del PAS. La declaración era un acuerdo de cooperación entre distintas fuerzas opositoras para lograr la caída de Najib por medios pacíficos.
En las elecciones federales del 9 de mayo de 2018, a pesar del sesgo mediático, las acusaciones de fraude y las dificultades para hacer campaña, el Pakatan Harapan obtuvo una histórica victoria al lograr la mayoría absoluta en el Dewan Rakyat y arrebatar al Barisan Nasional por primera vez el gobierno. Najib aceptó el resultado y entregó el cargo a Mahathir quien, a los noventa y dos años de edad, asumió como primer ministro por segunda vez el 10 de mayo de 2018. Luego de una crisis gubernamental, presentó su renuncia y fue sucedido por Muhyiddin Yassin en marzo de 2020. Yassin también atravesó una crisis gubernamental, por lo que también renunció y fue sucedido por Ismail Sabri Yaakob en agosto de 2021.

## Gobierno y política

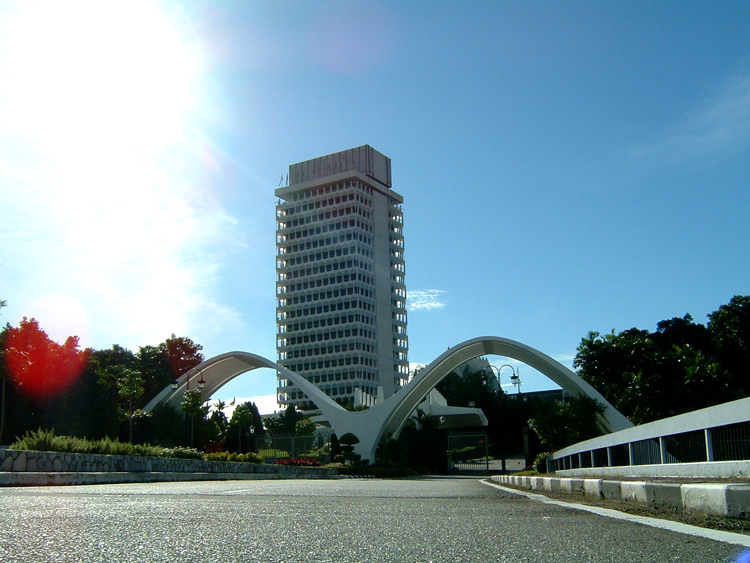
El parlamento de Malasia en Kuala Lumpur.

De conformidad con la Constitución Federal del 27 de agosto de 1957, Malasia es una monarquía parlamentaria electiva, y la única federación del Sudeste Asiático, en este caso conformada por trece estados y tres territorios federales. Adopta también la democracia representativa como forma de gobierno. Su institución parlamentaria está estrechamente inspirada en el Sistema Westminster, un legado del gobierno colonial británico. El jefe de Estado es el Yang di-Pertuan Agong, comúnmente denominado como «rey». El rey es elegido de entre los jefes de Estado monárquicos de nueve de los trece estados para un mandato de cinco años, mientras que los otros cuatro estados sin monarca no participan de la selección. Por acuerdo informal, en la práctica los monarcas se van turnando para el cargo, y es ocupado por Ibrahim Ismail de Johor desde 2024. Aunque al momento de la independencia el jefe de Estado contaba con algunos poderes como contrapeso del gabinete y el legislativo, después de una enmienda constitucional efectuada en 1994 su posición es principalmente ceremonial.
El poder legislativo se divide entre el Parlamento Federal y las trece Asambleas Legislativas Estatales. El legislativo federal es bicameral y consiste en la cámara baja, el Dewan Rakyat (que se traduciría literalmente del malayo como Cámara del Pueblo) y la cámara alta, el Dewan Negara (Cámara de la Nación) que en la práctica se suelen traducir como la Cámara de Representantes y el Senado. El Dewan Rakyat está compuesto por 222 escaños directamente elegidos mediante escrutinio mayoritario uninominal para un mandato de no más cinco años reelegibles. El método de elección de los 70 escaños del Dewan Negara es mixto, 26 son designados por las trece Asambleas Legislativas Estatales, y los 44 restantes por el jefe de Estado en recomendación del gobierno. En el plano partidario, Malasia fue gobernada durante más de seis décadas por la coalición derechista y nacionalista Barisan Nasional (Frente Nacional) hasta su derrota electoral en 2018 ante la centroizquierdista y reformista Pakatan Harapan (Pacto de Esperanza), que gobierna el país en la actualidad. Un tercer partido importante es el islamista Partido Islámico de Malasia (PAS).

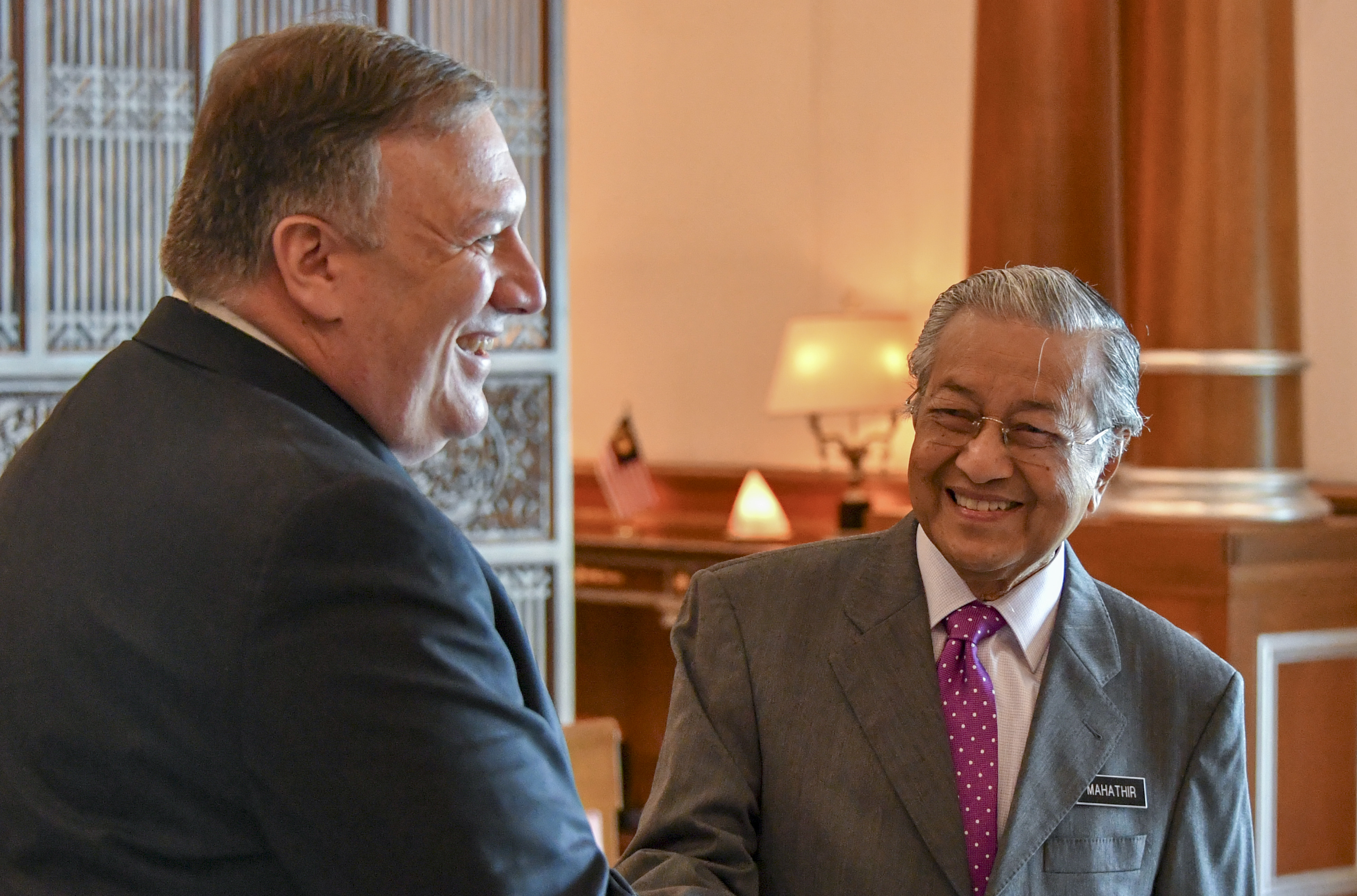
Primer ministro de Malasia Mahathir Mohamad junto a secretario de Estado de los Estados Unidos Mike Pompeo (3 de agosto de 2018)

Cada estado tiene una Asamblea Legislativa Estatal unicameral cuyos miembros son elegidos también para un mandato de cinco años reelegibles mediante el mismo sistema uninominal que los parlamentarios federales. Los gobiernos estatales son dirigidos por Menteris Besar o Ministros Principales, designados de entre los miembros de la Asamblea Legislativa Estatal. En cada uno de los estados con gobernante hereditario, el Jefe ministro debe ser malayo y musulmán.
Las elecciones federales para el Dewan Rakyat se realizan cada cinco años, a menos de que el Yang di-Pertuan Agong disuelva el parlamento y convoque a elecciones anticipadas por concejo del primer ministro. En caso de que esto no ocurra, el parlamento se disolverá automáticamente y se convocarán a elecciones cuando se cumplan cinco años de su primera sesión. Desde la independencia del país, ninguna legislatura malasia se ha disuelto en su fecha de término, sino que es normal que los comicios se realicen anticipadamente. Los malasios de 21 años o más pueden registrarse para votar por los miembros de la Cámara de Representantes y, en la mayoría de los estados, por la Asamblea Legislativa Estatal. Ni el registro, ni el voto una vez registrado, son obligatorios. Aunque constitucionalmente cada estado tiene libertad de disolver su legislatura y realizar sus elecciones cuando lo desee, por convención casi todas las legislaturas estatales (excepto la de Sarawak) se disuelven al mismo tiempo que la del Dewan Rakyat, para celebrar los comicios el mismo día.

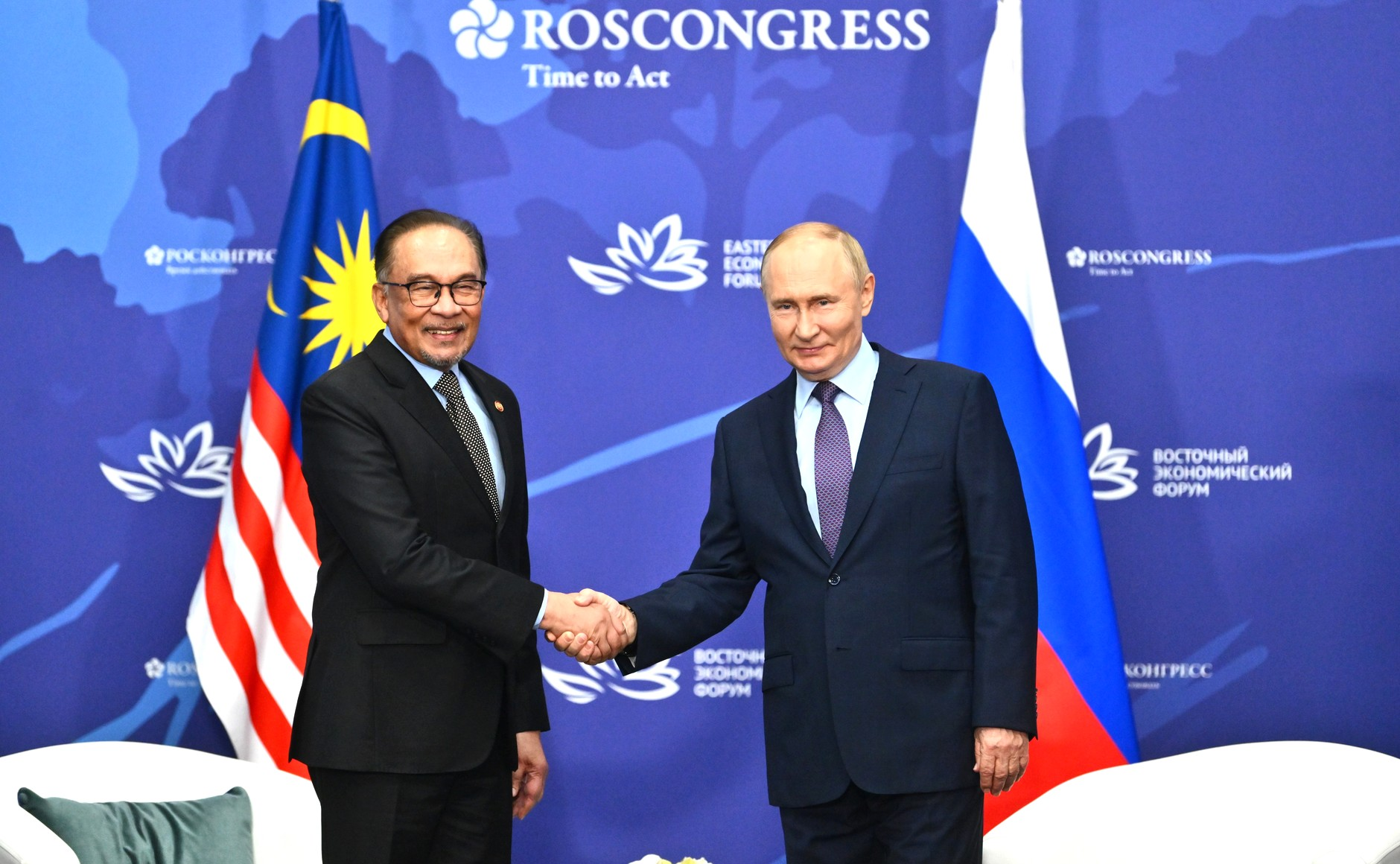
El primer ministro de Malasia, Anwar Ibrahim, y el presidente ruso, Vladímir Putin (4 de septiembre de 2024)

El poder ejecutivo recae en el Gabinete encabezado por el primer ministro. La Constitución establece que el primer ministro debe ser un miembro de la cámara baja del parlamento que pueda contar con la confianza de la cámara. El gabinete se elige entre los miembros de ambas cámaras del Parlamento, y el primer ministro es jefe de gabinete y jefe de Gobierno.
El sistema legal malasio se basa en el derecho anglosajón. Aunque el poder judicial es teóricamente independiente, su independencia ha sido cuestionada y el nombramiento de jueces carece de responsabilidad y transparencia. El tribunal supremo en el sistema judicial es el Tribunal Federal, seguido por el Tribunal de Apelación y dos tribunales superiores, uno para Malasia Peninsular y otro para Malasia Oriental. Malasia también tiene un tribunal especial para conocer los casos presentados por o en contra de la realeza. La pena de muerte se usa para delitos graves como el asesinato, el terrorismo, el narcotráfico y el secuestro. Separados y paralelos a los tribunales civiles, están los Tribunales de la Sharia, que aplican la ley islámica a los musulmanes en las áreas del derecho de familia y observancias religiosas. La homosexualidad es ilegal en Malasia.
La raza es un factor importante en la política de Malasia. Se implementaron acciones afirmativas como la Nueva Política Económica, y la Política Nacional de Desarrollo que la reemplazó, para avanzar en la posición de los bumiputera, estrato racial compuesto por los malayos y las tribus indígenas que se consideran los habitantes originales de Malasia, por encima de los no bumiputera como los chinos y los indios. Estas políticas brindan un trato preferencial a los bumiputeras en materia de empleo, educación, becas, negocios y acceso a viviendas más baratas y ahorros asistidos. Sin embargo, esto ha generado un mayor resentimiento interétnico. Existe un debate en curso sobre si las leyes y la sociedad de Malasia deben reflejar principios seculares o islámicos. El PAS, con apoyo ocasional de la UMNO, ha intentado instituir la ley sharia en los estados que gobierna (Kelantan y Terengganu) pero las reformas siempre han sido bloqueadas por el gobierno federal sobre la base de que las leyes penales no son responsabilidad del gobierno estatal.

### Derechos humanos
En materia de derechos humanos, respecto a la pertenencia a los siete organismos de la Carta Internacional de Derechos Humanos, que incluyen al Comité de Derechos Humanos (HRC), Malasia ha firmado o ratificado:
| Malasia | Tratados internacionales  | Tratados internacionales  | Tratados internacionales  | Tratados internacionales  | Tratados internacionales  | Tratados internacionales  | Tratados internacionales | Tratados internacionales  | Tratados internacionales  | Tratados internacionales  | Tratados internacionales | Tratados internacionales  | Tratados internacionales  | Tratados internacionales  | Tratados internacionales | Tratados internacionales  | Tratados internacionales  | Tratados internacionales  |
| --- | ------------------------- | ------------------------- | ------------------------- | ------------------------- | ------------------------- | ------------------------- | ------------------------ | ------------------------- | ------------------------- | ------------------------- | ------------------------ | ------------------------- | ------------------------- | ------------------------- | ------------------------ | ------------------------- | ------------------------- | ------------------------- |
| Malasia | CESCR                     | CESCR                     | CCPR                      | CCPR                      | CCPR                      | CERD                      | CED                      | CEDAW                     | CEDAW                     | CAT                       | CAT                      | CRC                       | CRC                       | CRC                       | CRC                      | MWC                       | CRPD                      | CRPD                      |
| Malasia | CESCR                     | CESCR-OP                  | CCPR                      | CCPR-OP1                  | CCPR-OP2-DP               | CERD                      | CED                      | CEDAW                     | CEDAW-OP                  | CAT                       | CAT-OP                   | CRC                       | CRC-OP-AC                 | CRC-OP-SC                 | CRC-OP-CP                | MWC                       | CRPD                      | CRPD-OP                   |
| Pertenencia | Ni firmado ni ratificado. | Ni firmado ni ratificado. | Ni firmado ni ratificado. | Ni firmado ni ratificado. | Ni firmado ni ratificado. | Ni firmado ni ratificado. | Sin información.         | Ni firmado ni ratificado. | Ni firmado ni ratificado. | Ni firmado ni ratificado. | Sin información.         | Ni firmado ni ratificado. | Ni firmado ni ratificado. | Ni firmado ni ratificado. | Sin información.         | Ni firmado ni ratificado. | Ni firmado ni ratificado. | Ni firmado ni ratificado. |
| Firmado y ratificado, firmado, pero no ratificado, ni firmado ni ratificado, sin información, ha accedido a firmar y ratificar el órgano en cuestión, pero también reconoce la competencia de recibir y procesar comunicaciones individuales por parte de los órganos competentes. |                           |                           |                           |                           |                           |                           |                          |                           |                           |                           |                          |                           |                           |                           |                          |                           |                           |                           |

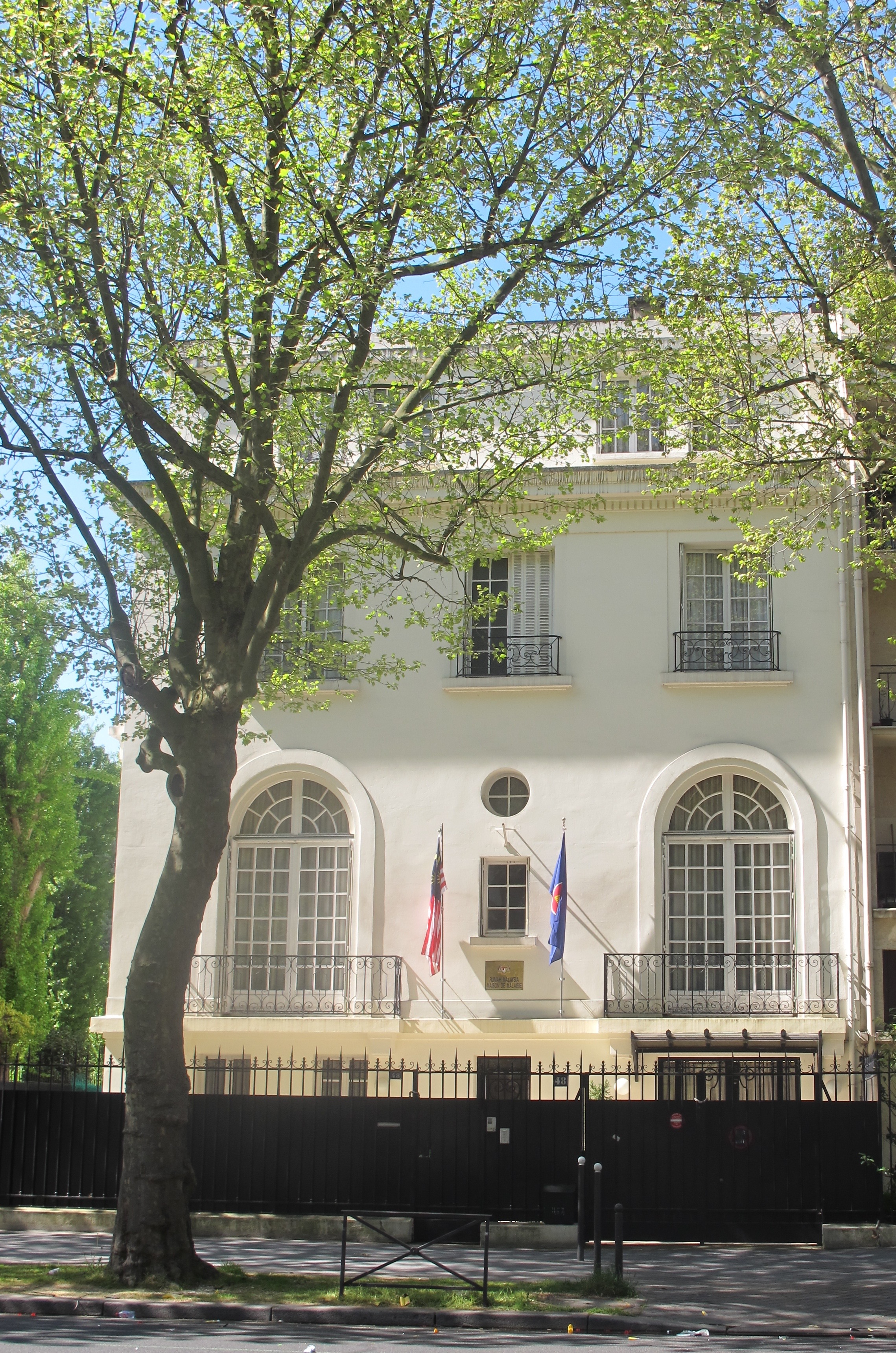
Residencia del embajador de Malasia en París, Francia

Aunque nominalmente es una democracia, Malasia carece de muchas de las libertades existentes en las sociedades occidentales. La censura es practicada de manera general, enfocada contra voces opositoras al gobierno y contra cualquier manifestación sexual considerada no islámica. La homosexualidad es castigada con penas que van desde 20 años de prisión por manifestarla en público con un beso a la pena de muerte por mantener relaciones sexuales no heterosexuales.

### Política Exterior
Miembro fundador de la Asociación de Naciones del Sudeste Asiático (ASEAN) y de la Organización de Cooperación Islámica (OCI), el país participa en numerosas organizaciones internacionales como las Naciones Unidas, la Cooperación Económica Asia-Pacífico, los 8 Países en Desarrollo, y el Movimiento de Países No Alineados (MNOAL). En el pasado presidió la ASEAN, la OCI y el MNOAL. Antigua colonia británica, también es miembro de la Commonwealth de Naciones. Kuala Lumpur fue la sede de la primera Cumbre de Asia Oriental en 2005.
La política exterior de Malasia se basa oficialmente en el principio de neutralidad y en el mantenimiento de relaciones pacíficas con todos los países, independientemente de su sistema político. El gobierno concede una gran prioridad a la seguridad y la estabilidad del Sudeste Asiático, y trata de seguir desarrollando las relaciones con otros países de la región.
Históricamente, el gobierno ha intentado presentar a Malasia como una nación islámica progresista, al tiempo que ha reforzado las relaciones con otros Estados islámicos. Un principio fundamental de la política de Malasia es la soberanía nacional y el derecho de un país a controlar sus asuntos internos. Malasia firmó el tratado de la ONU sobre la Prohibición de las Armas Nucleares.

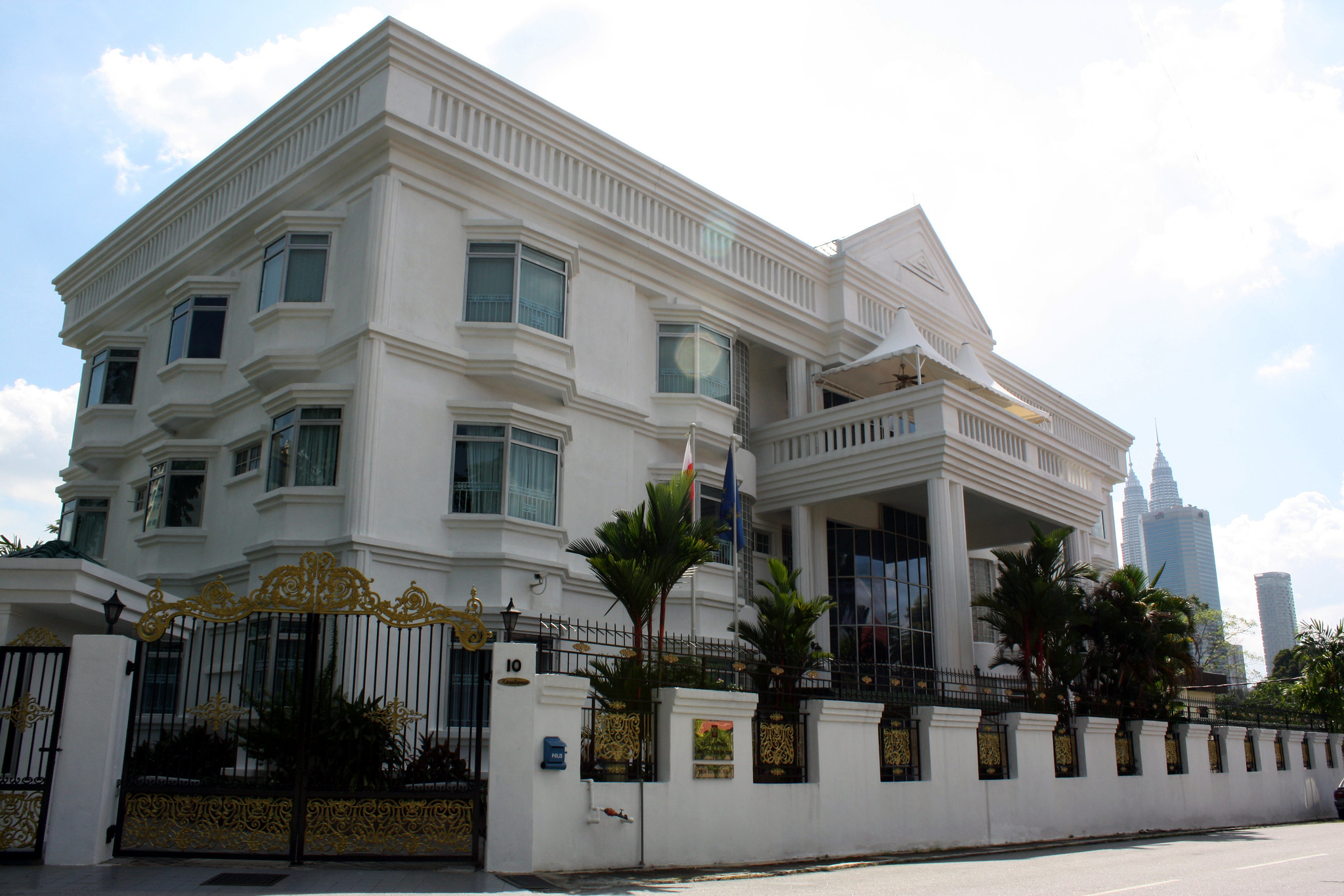
Embajada de Polonia en Kuala Lumpur, Malasia

Muchos Estados de la zona se disputan las islas Spratly, y China reclama gran parte del Mar de China Meridional. A diferencia de sus vecinos de Vietnam y Filipinas, Malasia ha evitado históricamente los conflictos con China. Sin embargo, tras la invasión de barcos chinos en aguas territoriales malasias y la violación del espacio aéreo por parte de sus aviones militares, Malasia se ha mostrado activa en la condena a China. En 2009, Brunéi y Malasia anunciaron el fin de sus respectivas reivindicaciones territoriales y se comprometieron a resolver las cuestiones relacionadas con sus fronteras marítimas, Filipinas tiene una reivindicación latente sobre la parte oriental de Sabah, Los constantes proyectos de tierras ganadas al mar por parte de Singapur en aguas cercanas a Malasia ha provocado tensiones y existen además pequeñas disputas fronterizas marítimas y terrestres con Indonesia.

## Organización político-administrativa
El país tiene dos regiones geográficas divididas por el Mar de la China Meridional, que a esa altura corresponde en buena medida al mar territorial y a la zona económica exclusiva de Indonesia, debido a que entre ambas se encuentra su archipiélago de Riau.
- Malasia Peninsular (o Malasia Occidental) en la península de Malaca comparte una frontera terrestre en el Norte con Tailandia y está conectada por la calzada elevada Johor-Singapur y el segundo enlace Malasia-Singapur al sur con Singapur. Está compuesta por nueve sultanatos (Johor, Kedah, Kelantan, Negeri Sembilan, Pahang, Perak, Perlis, Selangor y Terengganu), dos estados dirigidos por gobernadores (Malaca y Penang), y dos territorios federales (Putrajaya y Kuala Lumpur).[123]
- Malasia Oriental ( o Borneo Malayo) ocupa la parte norte de la isla de Borneo, limita al sur con Indonesia y rodea los dos enclaves que constituyen el Sultanato de Brunéi. Está compuesto por los estados de Sabah y Sarawak y el territorio federal de Labuan.[123]

### Ciudades y localidades relevantes
La capital y mayor ciudad es Kuala Lumpur. Putrajaya es la capital federal administrativa. Aunque muchas ramas ejecutivas y judiciales del gobierno federal se encuentran en esa ciudad, Kuala Lumpur sigue siendo la capital legislativa y es la sede del Parlamento. Es asimismo el principal centro comercial y financiero a escala nacional.
Otros centros urbanos capitales de sus estados peninsulares son Johor Bahru, George Town, Ipoh, Malacca City, Seremban, Kota Bharu, Alor Setar, Shah Alam, Kuala Terengganu, Kangar y Victoria. En Borneo las capitales son Kota Kinabalu y Kuching. Otras ciudades significativas en Malasia Peninsular son Subang Jaya, Ampang, Petaling Jaya, Taiping, Lumut, Kuantan, Klang, Port Klang o Port Dickson. Por su parte, en Malasia Oriental se encuentran también centros urbanos como Sibu, Bintulu, Miri, Tawau, Lahad Datu y Kudat.

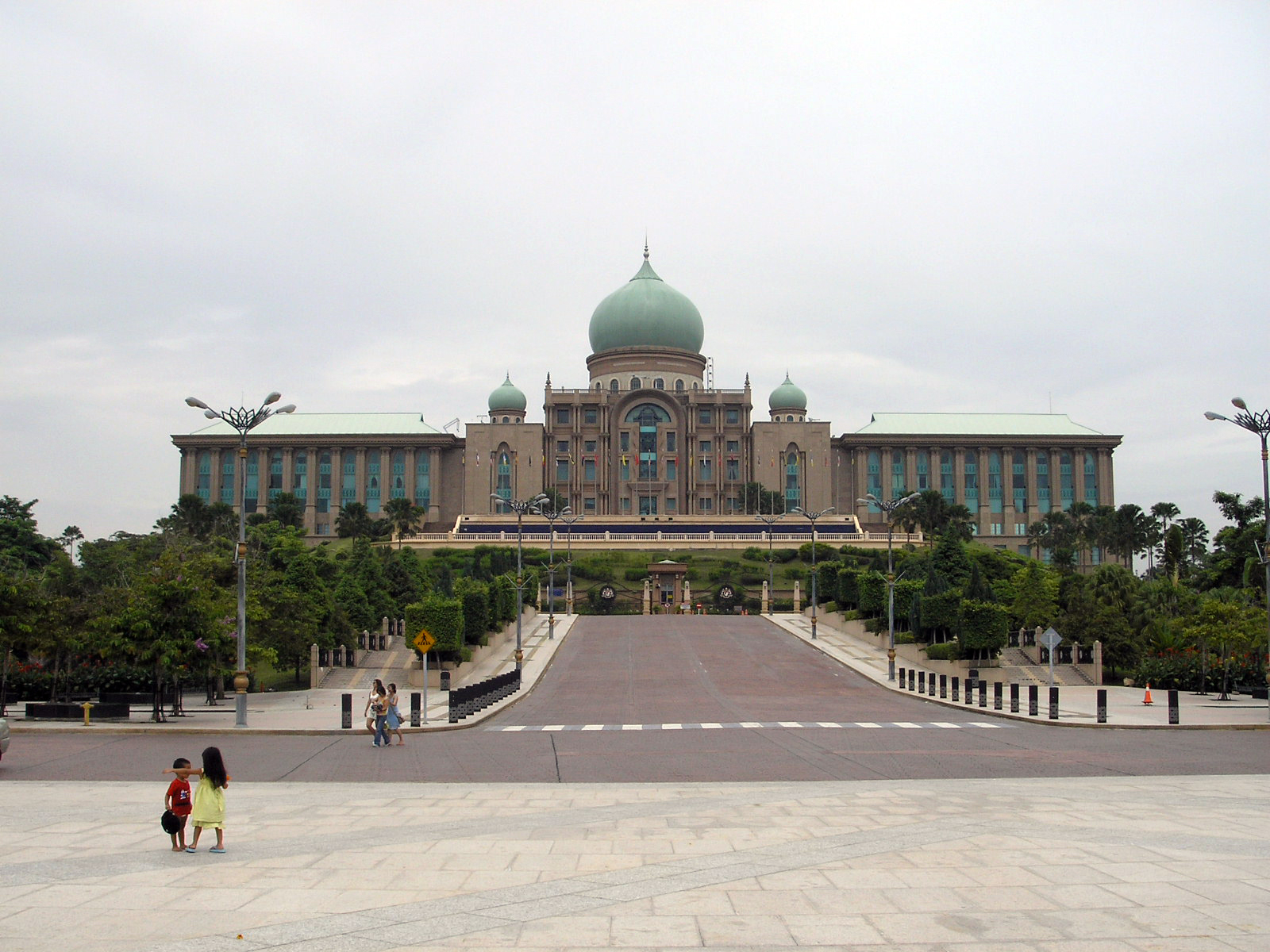
Perdana Putra, Putrajaya.
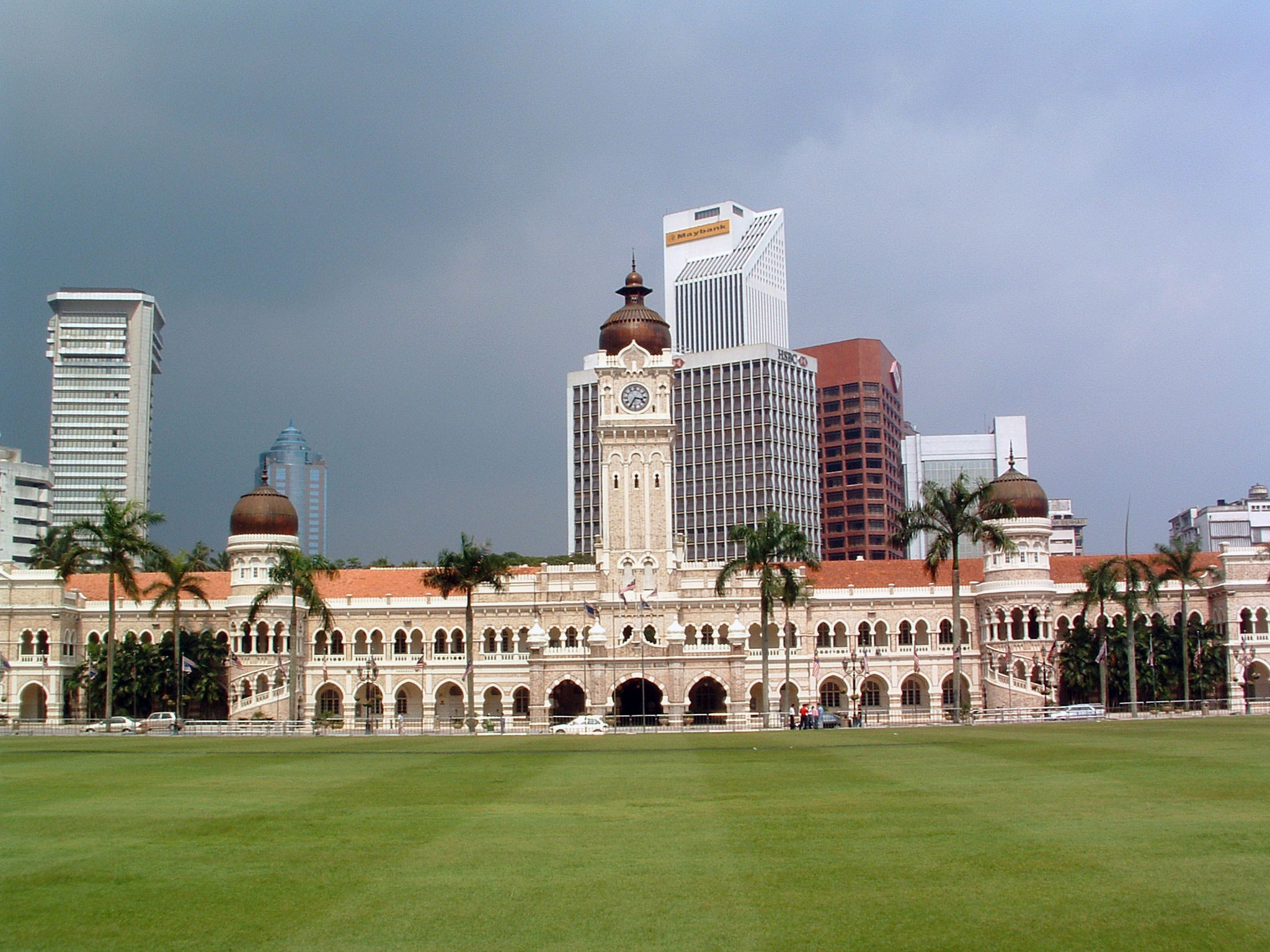
El Edificio del Sultán Abdul Samad en Kuala Lumpur.
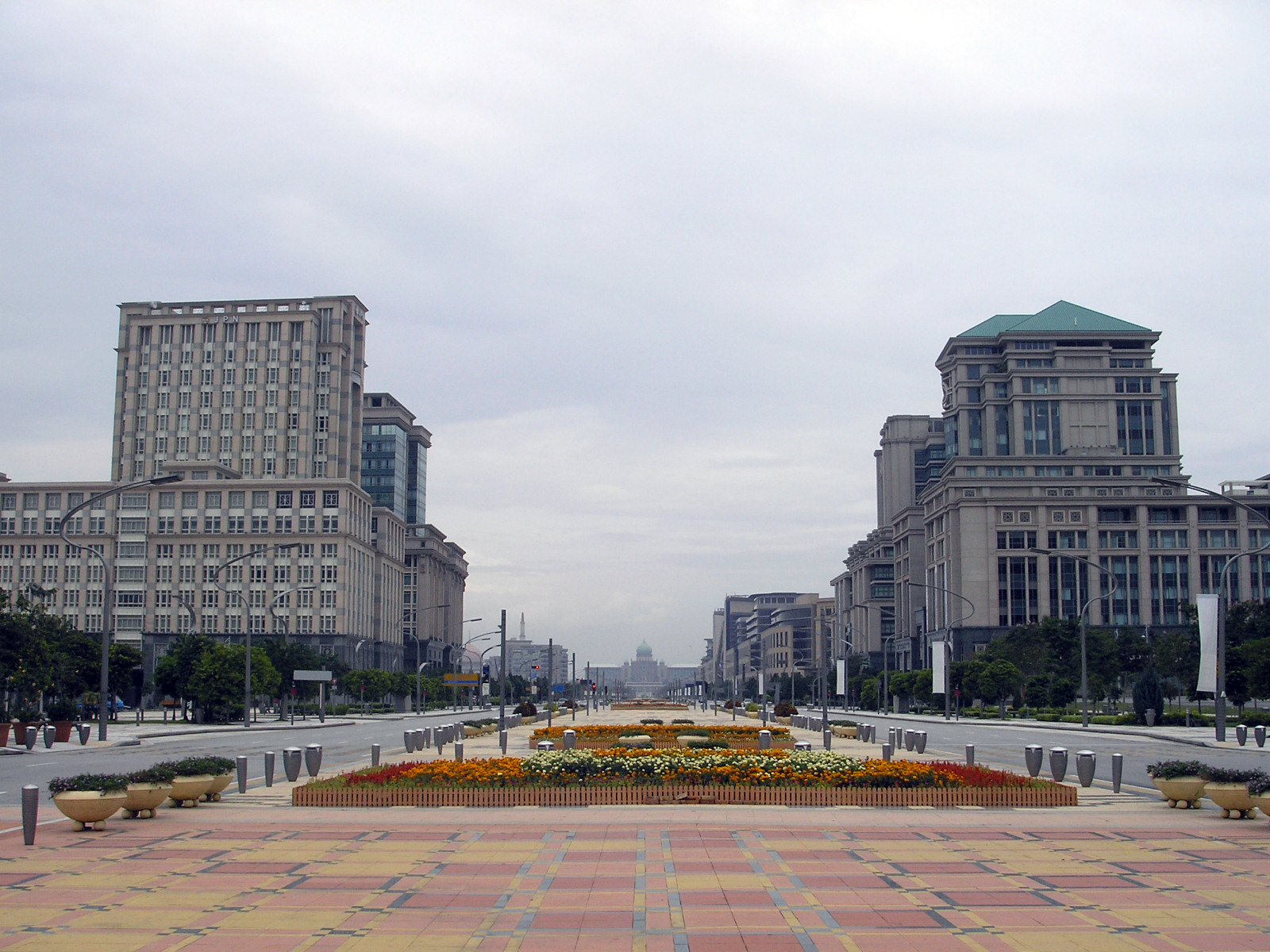
Putrajaya en 2007.

## Geografía

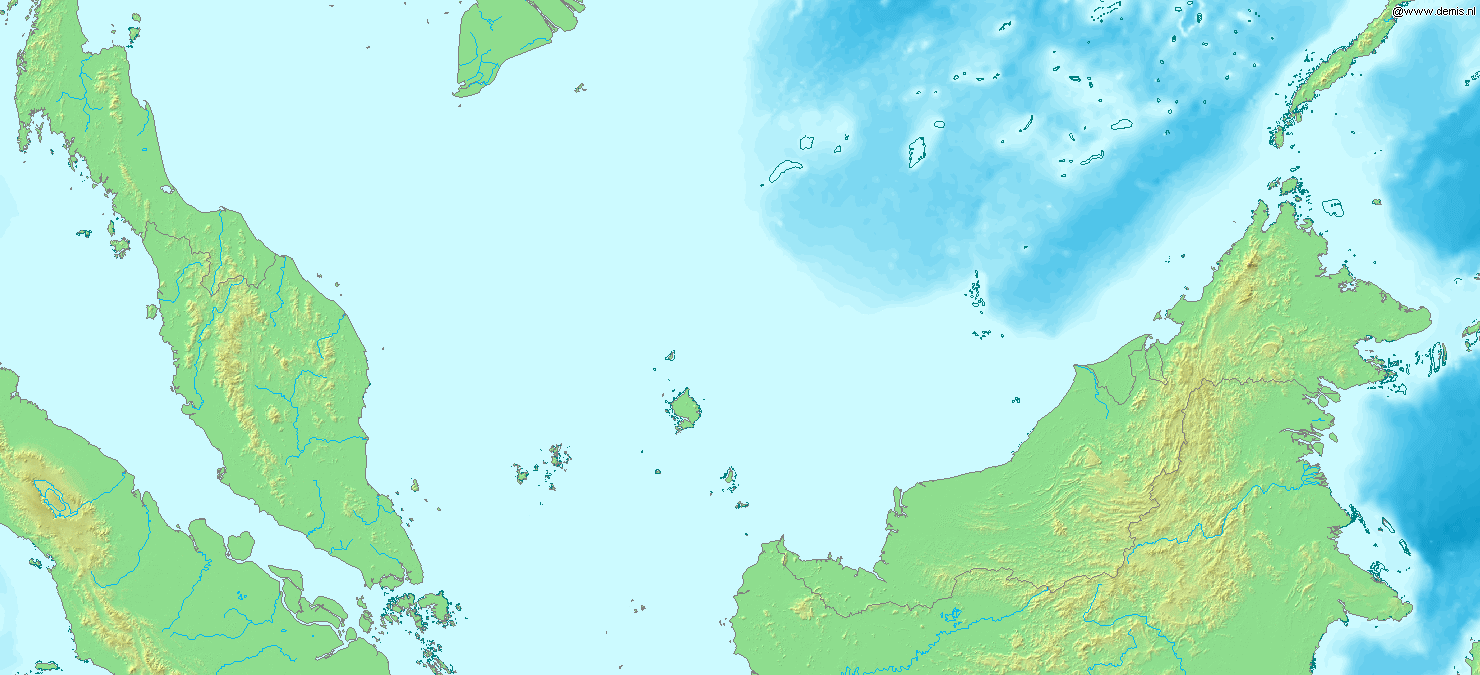
Mapa físico de Malasia.

Malasia es el 43° país más poblado y el 66° más grande del mundo, con una población de cerca de 27 millones de personas y un área de 329 847 km². Para efectos comparativos, su población es similar a la de Venezuela, y su superficie corresponde a grandes líneas a la de Surinam y Uruguay reunidos.
Aunque el mar de la China Meridional separa a Malasia Peninsular de la Oriental, ambas regiones presentan llanuras costeras que se elevan en selváticos montes y colinas, siendo el más alto el Kinabalu con 4095 m sobre el nivel del mar, se encuentra en la isla de Borneo. Su clima es ecuatorial y se caracteriza por el monzón sudoeste de abril a octubre, y el nororiental de octubre a febrero.
En el cabo Tanjung Piai, al sur del estado de Johor, se encuentra el extremo continental meridional de Asia. El Estrecho de Malaca, entre Sumatra y la Península de Malasia, es una de las principales vías marítimas del mundo.
Al estar dividido por el Mar de China Meridional, Malasia cuenta con varias islas. Entre ellas destacan Labuan, Penang y las Islas Spratly.

### Parques naturales

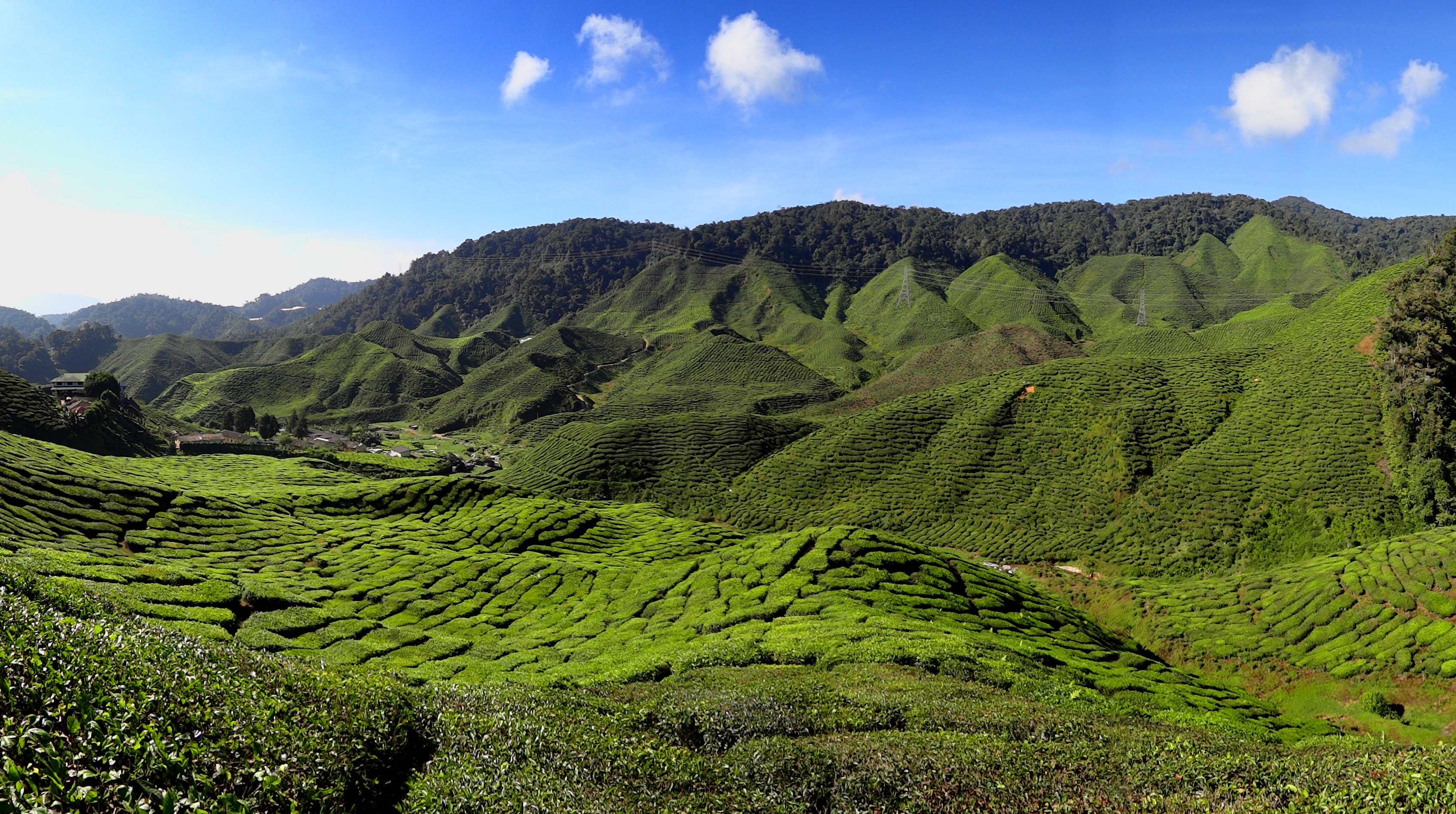
Plantación de té en las montañas Titiwangsa.

El país cuenta con un gran número de parques nacionales, reservas biológicas y otras áreas protegidas. De los principales parque naturales de Malasia, dos se encuentran en la isla de Borneo, el de Gunung Mulu en el estado Sarawak y el de Kinabalu en Sabah. Ambos fueron declarados Patrimonio de la Humanidad por la Unesco en 2000.

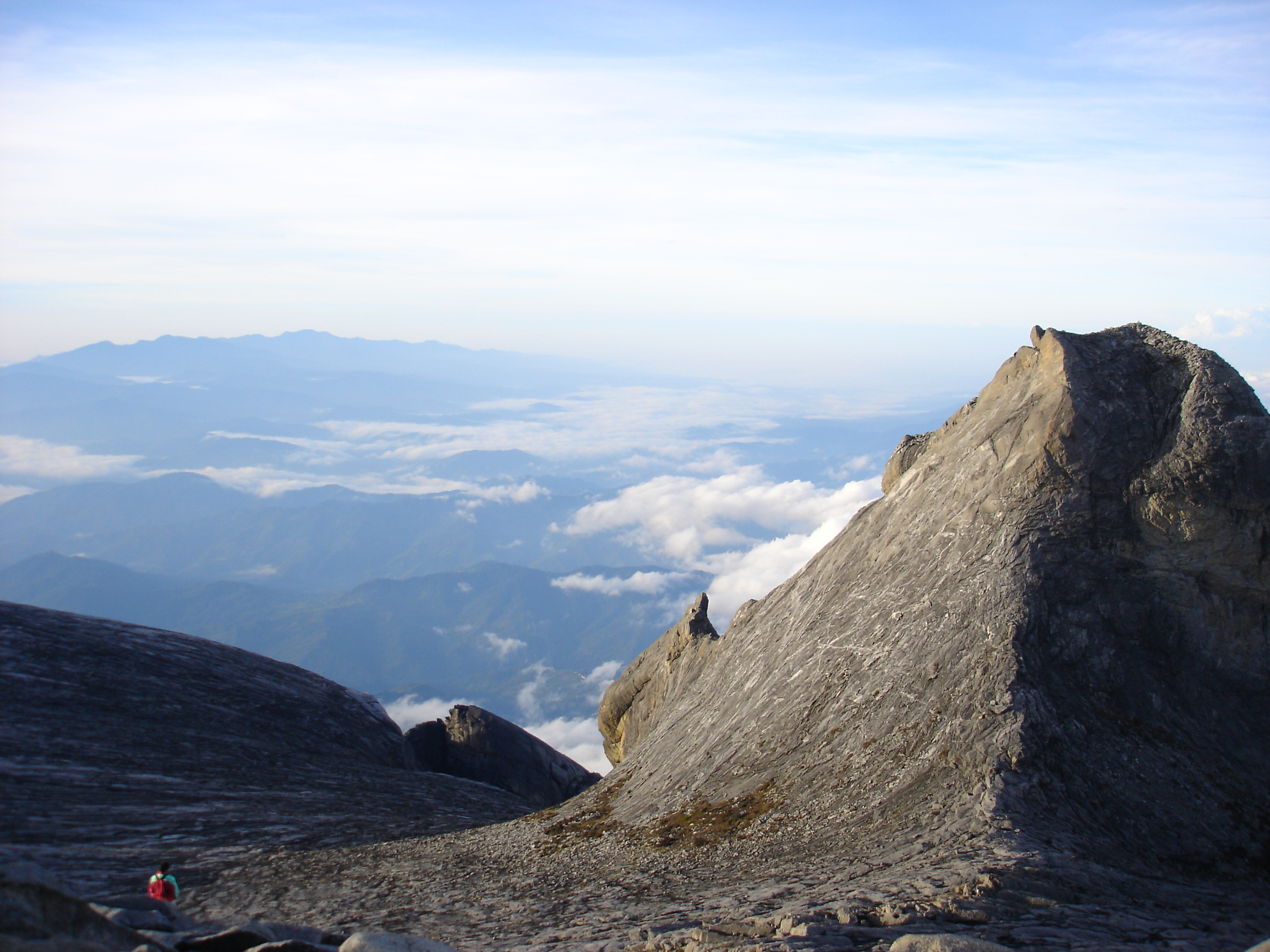
Vista desde el pico Low del monte Kinabalu, el más alto de Malasia, que se encuentra en el parque nacional homónimo.

El de Gunung Mulu alberga en sus 52 864 ha grandes cuevas y formaciones cársticas, entre las que sobresale el Gunung Mulu con 2377 m s. n. m., rodeadas una selva lluviosa de montaña. Contiene diecisiete zonas de vegetación y cerca de 3500 especies de plantas vasculares. Alberga la gruta de Sarawak, que con 600 metros de largo, 415 de ancho y 80 de altura, es la mayor cavidad subterránea conocida en todo el mundo.
El Kinabalu fue fundado en 1964. Se halla en la costa oeste de Borneo y abarca una superficie protegida de 750 km², en donde se encuentra el monte Kinabalu que, con sus 4085 m s. n. m., es el más alto entre Papúa Nueva Guinea y el Himalaya. Posee una gran variedad de hábitats y dada la gran riqueza de su vegetación ha sido designado Centro de Diversidad Botánica del Asia Sudoriental.
El parque nacional Taman Negara se sitúa en Malasia Peninsular y se extiende en los estados de Kelantan, Terengganu y Pahang. Está habitado desde hace más de dos milenios, pero fue creado en 1925 y ampliado en 1938 a los 4343 km² actuales. Tras la independencia en 1957 recibió su nombre actual.
A comienzos de 2007 Malasia, Indonesia y Brunéi firmaron un acuerdo para la protección de 235 000 km², que ha recibido el nombre de «Corazón de Borneo», donde se han descubierto 120 nuevas especies.

## Economía

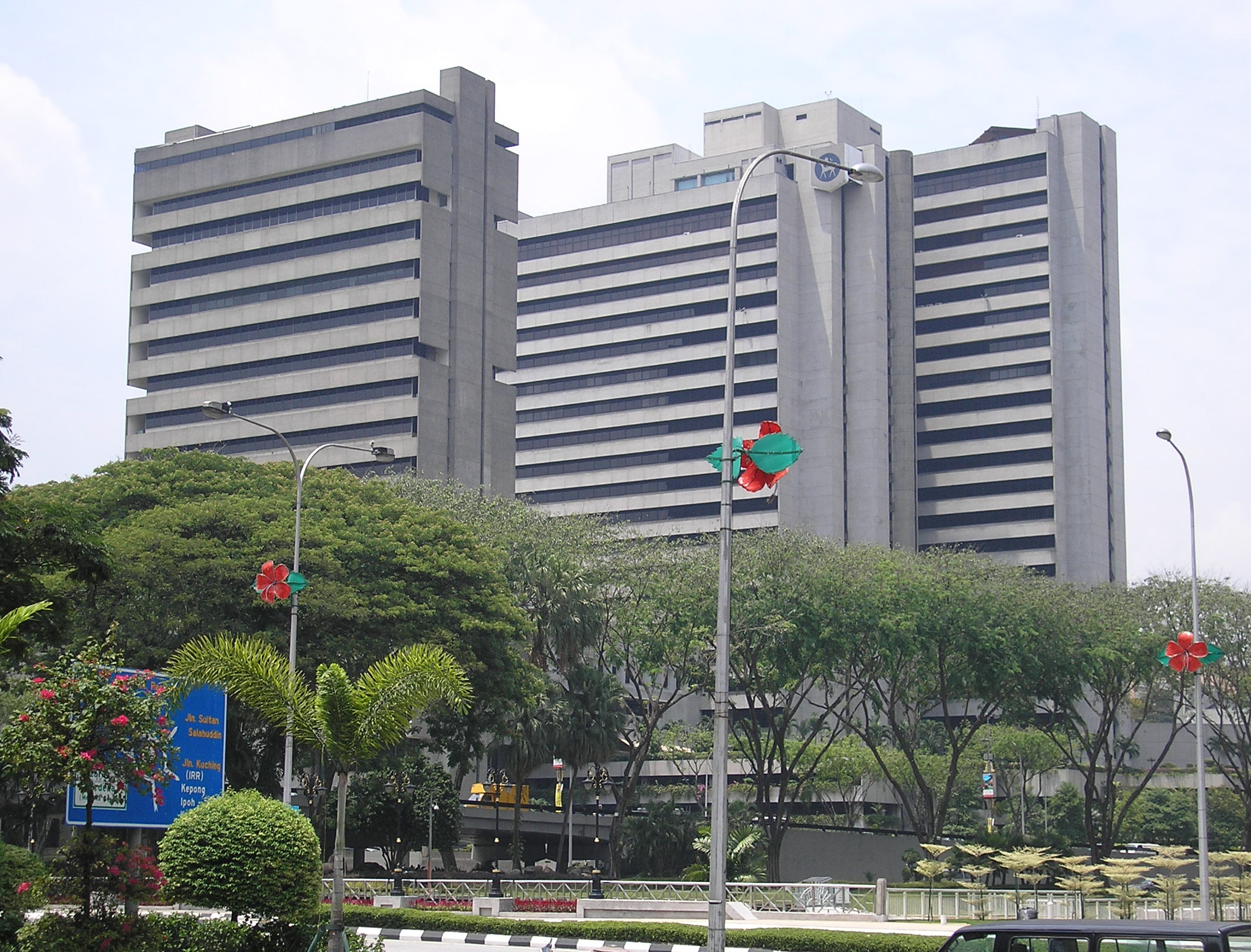
Sede del Banco Central de Malasia en Kuala Lumpur.

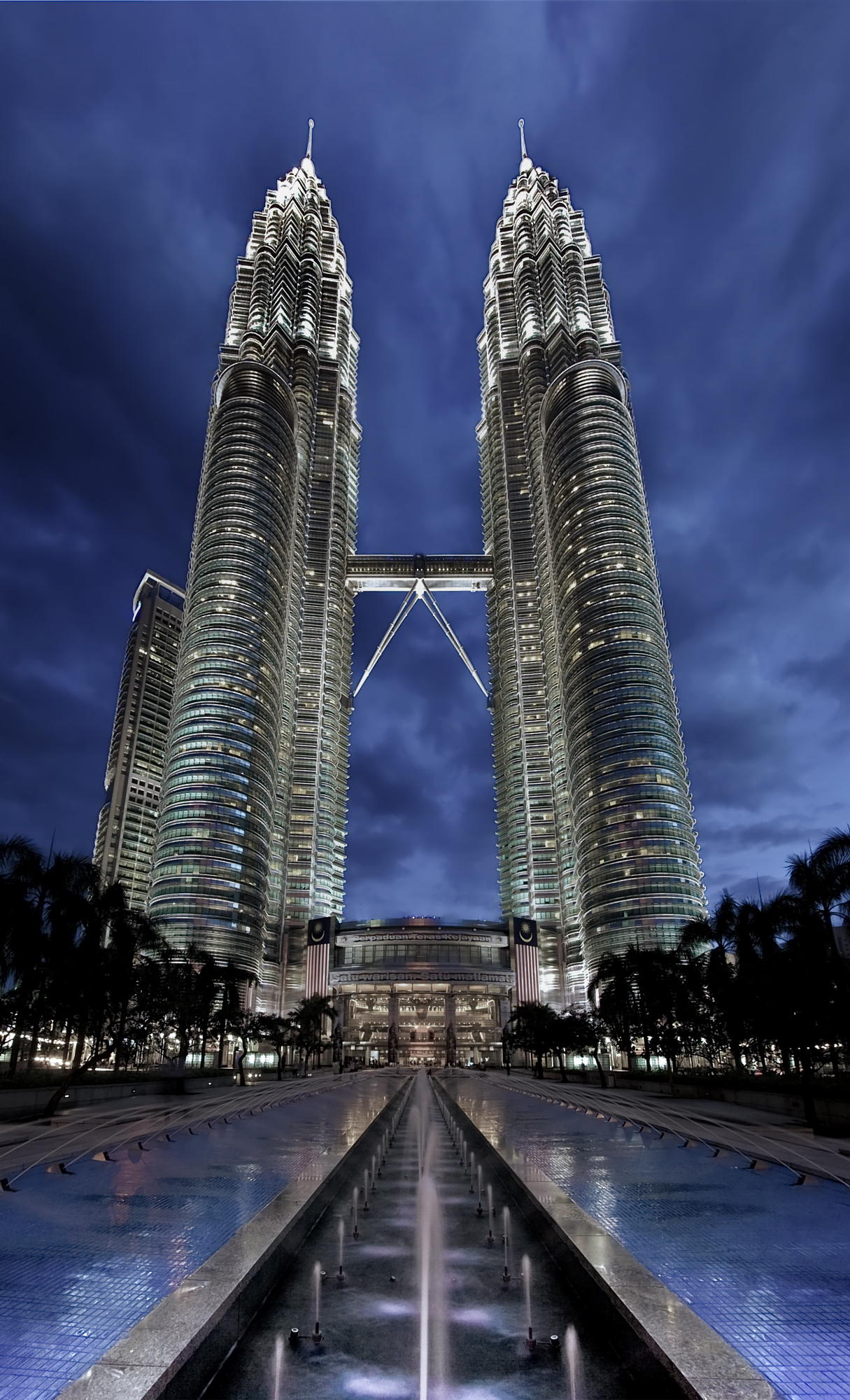
Las Torres Petronas, sede de la compañía nacional de petróleo y gas, fueron inauguradas en 1998 y son un símbolo del país.

La península de Malaca y en general el sureste asiático han sido durante siglos un centro de intenso intercambio comercial. Productos como porcelana y especias se comerciaron incluso antes de que Sultanato de Malaca y Singapur fuese lugares prominentes.
En el siglo XVII existían varios estados malayos. Durante el dominio británico de la región bajo el nombre de Malasia británica, se plantó con fines comerciales una gran cantidad de árboles de caucho y aceite de palma, lo cual llevaría al país a ser el primer productor mundial de esos productos, así como de estaño.
En lugar de depender de la población local como fuerza de trabajo, los británicos trajeron a trabajadores chinos e indios a las minas y cultivos lo mismo que a cumplir tareas calificadas. Aunque muchos regresaron a sus respectivos países tras el fin de sus contratos, muchos establecieron en el país su residencia.
En los años 1970, Malasia comenzó a imitar a las economías de los cuatro tigres asiáticos, pasando de un sistema basado en la minería y la agricultura, a uno más dependiente del sector terciario. En los años 1980 y 1990 el crecimiento de su PIB fue del 7 % y su inflación registró niveles bajos. Dos consecuencias de difícil manejo de la bonanza económica fueron la escasez de mano de obra y la consiguiente llegada de un gran flujo de trabajadores extranjeros, muchos de ellos ilegales.
La historia del país ha estado marcada por incidentes raciales, como los disturbios del 13 de mayo de 1969.

### Moneda en las colonias europeas

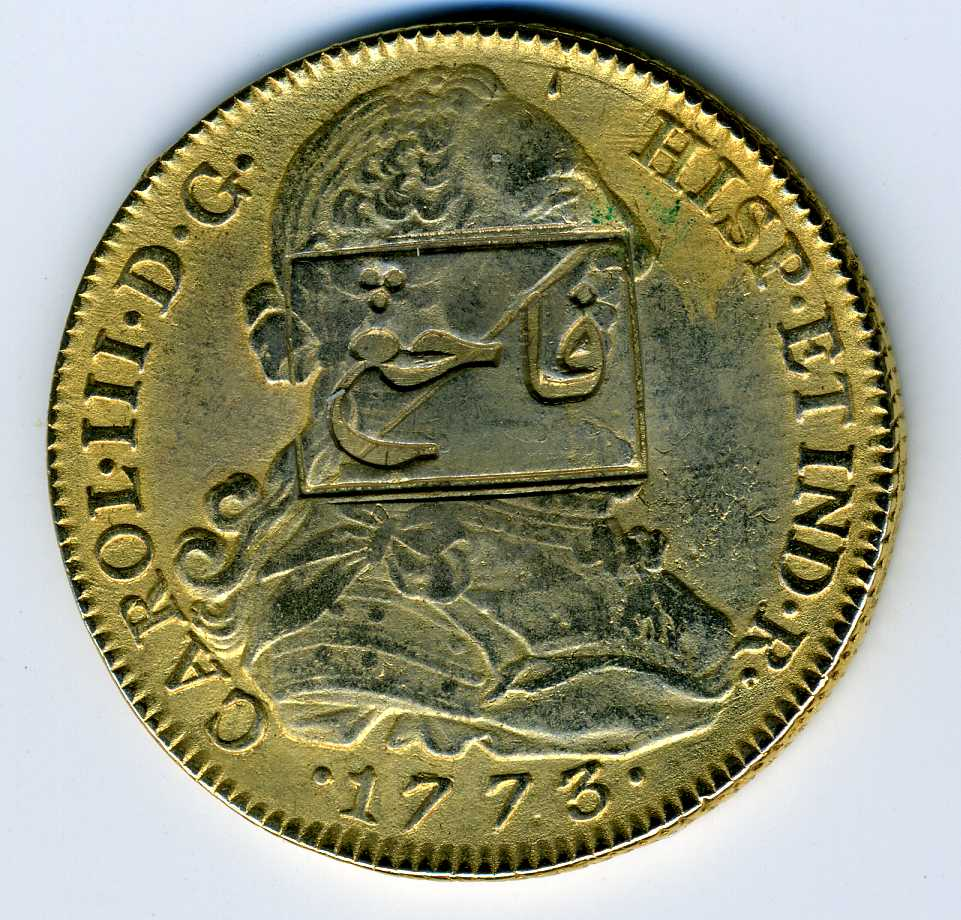
Moneda de Carlos III de España con leyenda en árabe empleada en la región de Penang.

Durante la presencia de las fuerzas occidentales en la región, la falta de monedas en circulación hizo común la práctica de contramarcar las monedas extranjeras existentes para garantizar su utilización. Dicha práctica se llevó a cabo en diferentes momentos y con objetivos bien distintos. Entre 1686 y 1700 se ordenó marcar los ducatones con la letra «B» a fin de permitir su circulación en Batavia. En el año 1683 los «kobans» de Japón fueron marcados con la letra «B» con el objetivo de cambiar su valor de 9 duit a 10 rijksdaalders. A partir de 1697 los «ichi-bu» de oro subieron al mismo precio y fueron marcados con valor 2 ½ rijksdaalders. En 1686 las monedas de los Países Bajos que se encontraban en Indonesia fueron marcadas con el fin de elevar su valor. También existe un punzón rectangular con leyenda en árabe que hace referencia a Penang, región donde fue utilizado. Durante el gobierno del sultán Ahmed Al Muazzam (1884-1914) esta contramarca se estampó sobre todo tipo de monedas españolas, talers de María Teresa de Austria, 5 francos franceses y 960 reis brasileños.

### Crisis de 1997 y años posteriores
Como en toda la región, la crisis financiera asiática de 1997 impactó todos los sectores de la economía nacional. Su moneda nacional, el ringgit, fue víctima de la especulación y la inversión extranjera directa sufrió una dramática caída. La tasa de cambio con el dólar pasó de 2.50 a 4.80. El índice de la Bolsa de Malasia pasó de 1300 puntos a cerca de 400 en pocas semanas. Aunque los efectos de la crisis fueron profundos, su economía se recuperó mejor que la de algunos vecinos, alcanzando una década después niveles superiores a los precedentes a la crisis.
Malasia es un centro educativo y sanitario regional el cual se reconoce como una nueva economía industrializada. En 2008 su PIB per cápita era de 8.141 dólares, situándose en el lugar 66 a nivel mundial.
En la actualidad es uno de los principales sitios de producción de componentes informáticos, lo mismo que uno de los principales centros bancarios y financieros del mundo islámico. También el turismo ha adquirido una importancia creciente en las últimas décadas.

## Demografía
De acuerdo con el Departamento de Estadísticas de Malasia, en el 2020 la población del país era de 32,447,385 personas. haciéndolo el país número 44 más poblado. La población tiene una tasa de crecimiento de 1.7 por ciento por año y en promedio hay 110 hombres por cada 100 mujeres Un 69.3% de la población tiene entre 15 y 64 años de edad, 24% entre 0 y 14 años y 6.8% 65 años o más. El 75.1% de la población vive en áreas urbanas y en promedio hay 3.8 personas por hogar

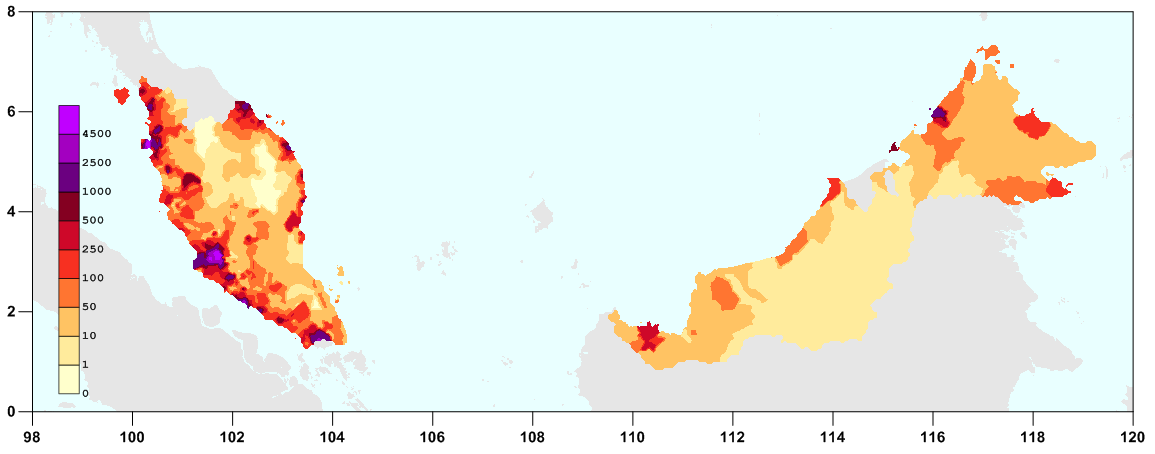
Mapa de la densidad de población de Malasia (habitantes por km²)

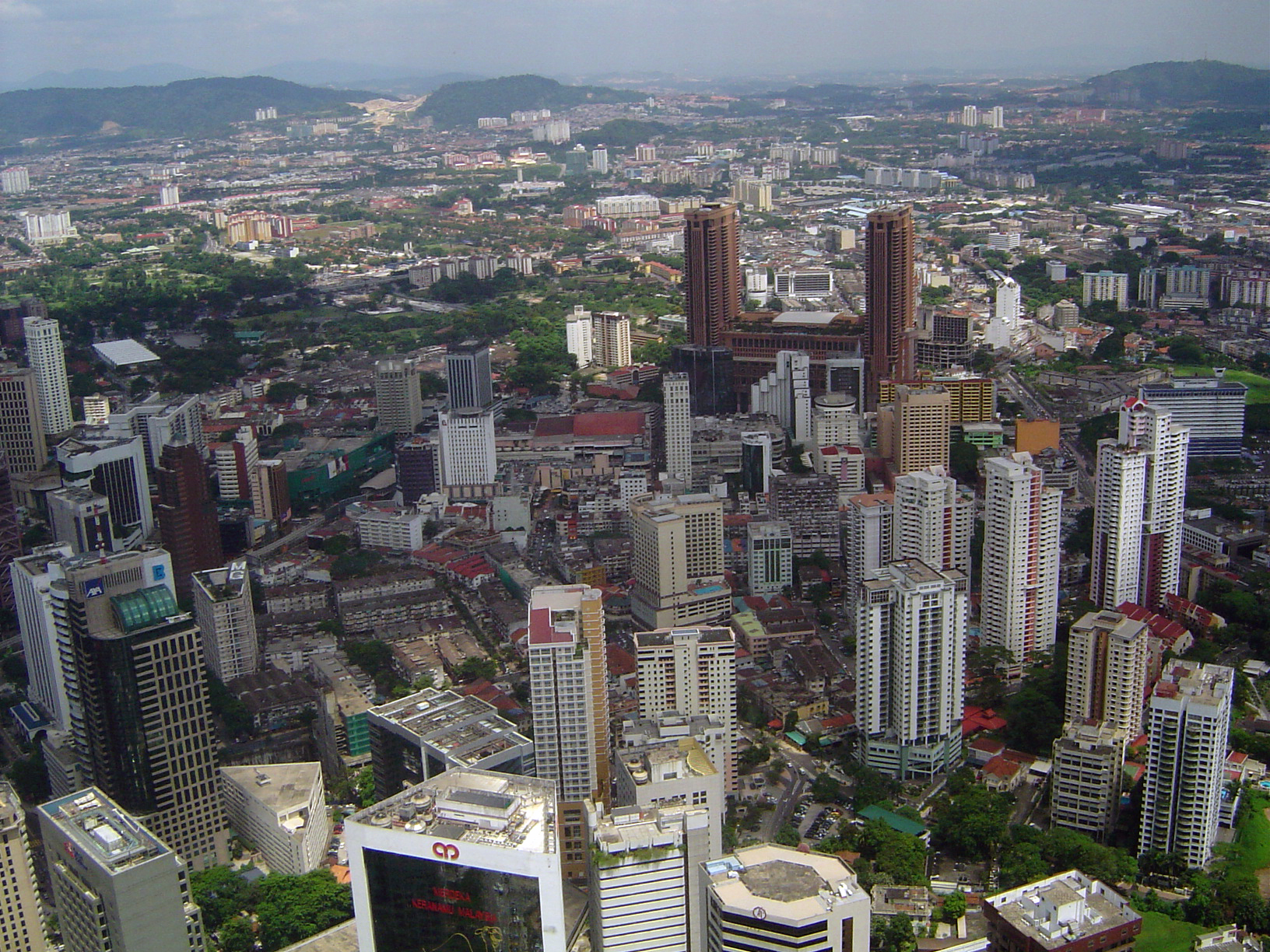
Kuala Lumpur es la capital y la ciudad más poblada del país.

La población de Malasia comprende varios grupos étnicos, con los malayos constituyendo el 50,4 % del total, y otros grupos indígenas de Sabah y Sarawak el 11 % de la población. Por definición constitucional los malayos son musulmanes con costumbres y cultura malaya. Más de la mitad de la población de Sarawak está compuesta por grupos indígenas como los iban o los penan, y cerca del 60 % de la de Sabah por etnias como la kadazan-dusuno bajau como los dayak. En la zona peninsular destacando los penan y los semang. También existen grupos aborígenes mucho menores, conocidos colectivamente como orang asli.
El 23,7 % de la población es de ascendencia china, y el 7,1 % india, en particular de origen tamil pero también de Kerala, Panyab, Bengala y Guyarat. Otros lugares de origen son el Medio Oriente, Tailandia e Indonesia. Los europeos y eurasiaticos comprenden británicos instalados en el país desde tiempos de la colonia, así como una fuerte comunidad kristang en Malaca. Algunos camboyanos y vietnamitas llegaron a Malasia como refugiados durante la guerra de Vietnam.
La distribución demográfica es muy desigual, con cerca de 20.000.000 de personas en Malasia Peninsular, mientras que Malasia Oriental cuenta con apenas 5.000.000 de habitantes distribuidos en un área mayor. Se calcula que hay cerca de un millón de trabajadores legales y otro millón de ilegales. Según el censo, el 25 % de los 2.700.000 habitantes de Sabah son trabajadores ilegales, una cifra inferior a la calculada por algunas ONG.
Las tres ciudades de Malasia con más de un millón de habitantes son Kuala Lumpur, Subang Jaya y Klang. Por su parte, las siete ciudades con más de quinientos mil habitantes son Johor Bahru, Ampang, Ipoh, Kuching, Shah Alam, Kota Kinabalu y Petaling Jaya.

### Refugiados y desplazados
Según el World Refugee Survey 2008 (en español: Encuesta Mundial de los Refugiados 2008), en el país hay cerca de 155.700 refugiados y desplazados, de los cuales cerca de 70.500 vienen de Filipinas, 69.700 de Birmania, y 21.800 de Indonesia.
El comité para los Refugiados y los Inmigrantes de los Estados Unidos incluyó a Malasia en su lista de los Diez Peores Lugares para los Refugiados debido a sus políticas discriminatorias. Se ha denunciado que la entrega de refugiados a traficantes de personas, y la utilización de milicias de voluntarios para reforzar sus leyes antiinmigratorias.

## Cultura

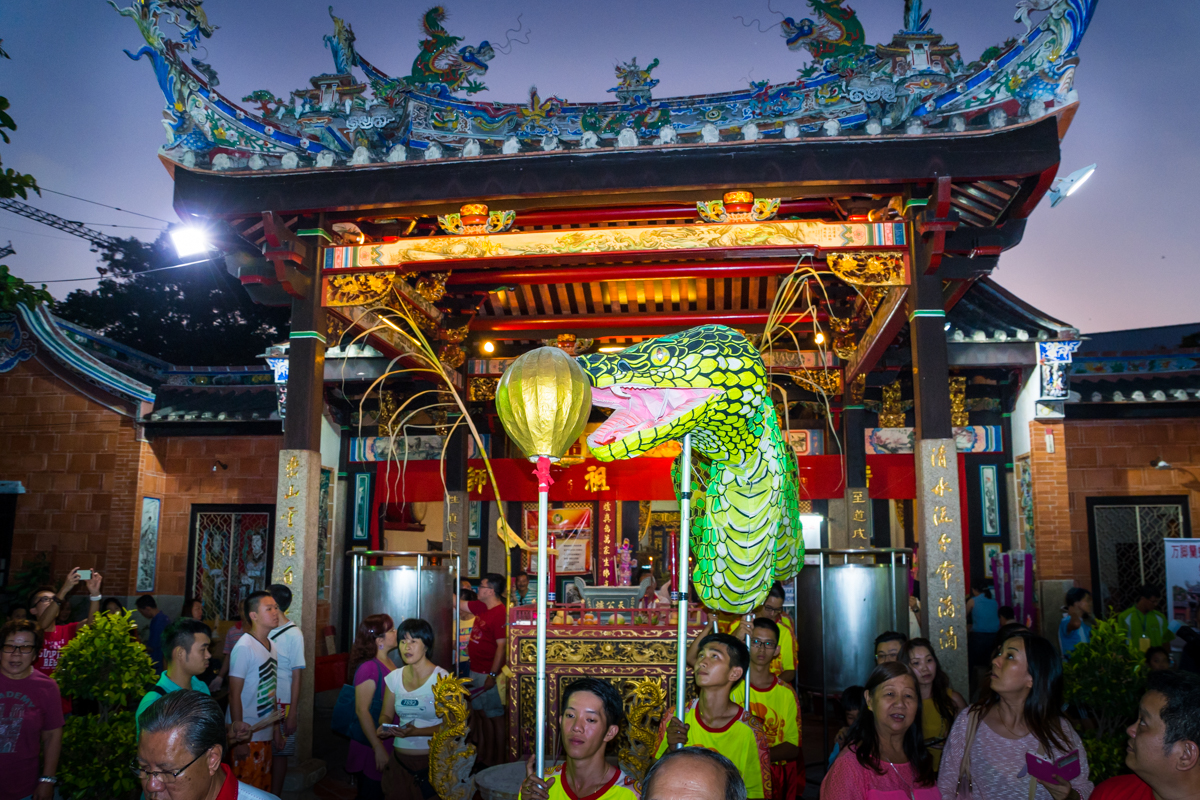
El templo taoísta en Penang.

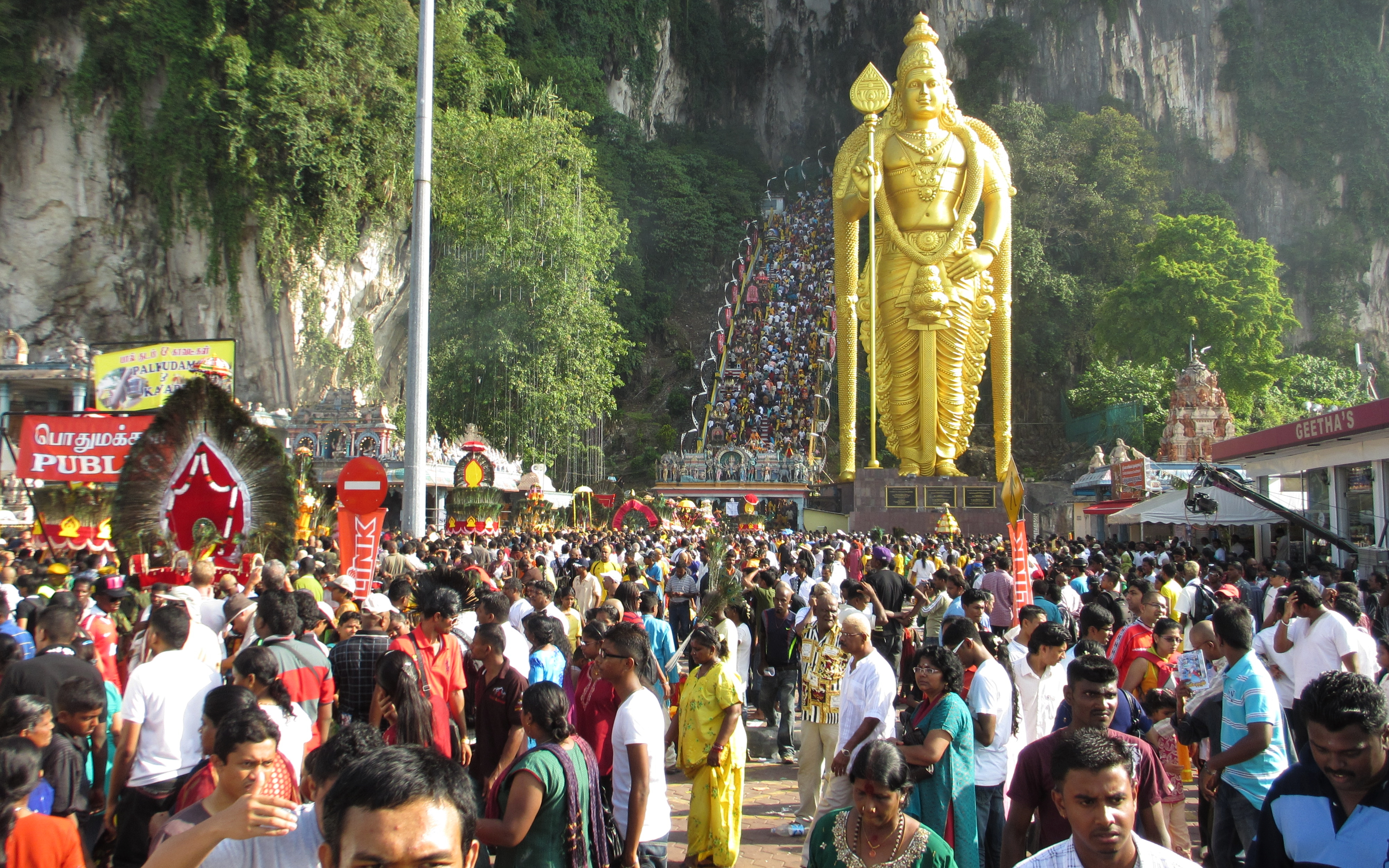
Thaipusam.

Malasia es una sociedad con múltiples etnias, cultura. En 2007 tenía una población de 26,6 millones de habitantes, 62 % bumiputras (malayos étnicos y grupos indígenas), 24 % chinos y 8 % indios. Las diferencias raciales han sido una constante en la historia del país, y los tiempos recientes no son la excepción.
La lengua oficial de Malasia es el malayo pero el inglés es hablado en la mayoría de las localidades del país.
La mayor tribu indígena no malaya es la iban de Sarawak, con 600 000 miembros. Por su parte, los bidayuh suman unos 170 000, también en Sarawak. En Sabah se encuentran los kadazan, que son en su mayoría cristianos y agricultores, probablemente debido a la influencia hispanofilipina, algunas pequeñas comunidades de Sabah tienen al chabacano de Zamboanga como lengua de uso de común. Los orang asli, o pueblos aborígenes, suman cerca de 140 000. Muchos son cazadores recolectores. En el estado de Malaca, antigua colonia portuguesa, el portugués es hablado todavía por una importante minoría, y gran parte de su población conserva nombres y apellidos de origen portugués.
La comunidad china practica el budismo y el taoísmo, y se comunica en mandarín, hokkienés, cantonés y hakkanés. La india es predominantemente hinduista y de origen tamil. Una buena parte fue forzada a migrar por parte de los británicos. También hay una comunidad sikh de 100 000 personas. El profesional dedicado al estudio de la cultura y de todo aspecto relacionado con «lo malayo» es el malayista.

### Música
La formación instrumental característica de estas culturas es el gamelán (‘golpear’). Se trata de una orquesta de hasta treinta músicos. Los instrumentos utilizados son metalófonos, xilófonos, tambores y gongs. Esta orquesta produce estructuras sonoras de gran delicadeza y vigor simultáneo sobre un tema simple.

### Gastronomía

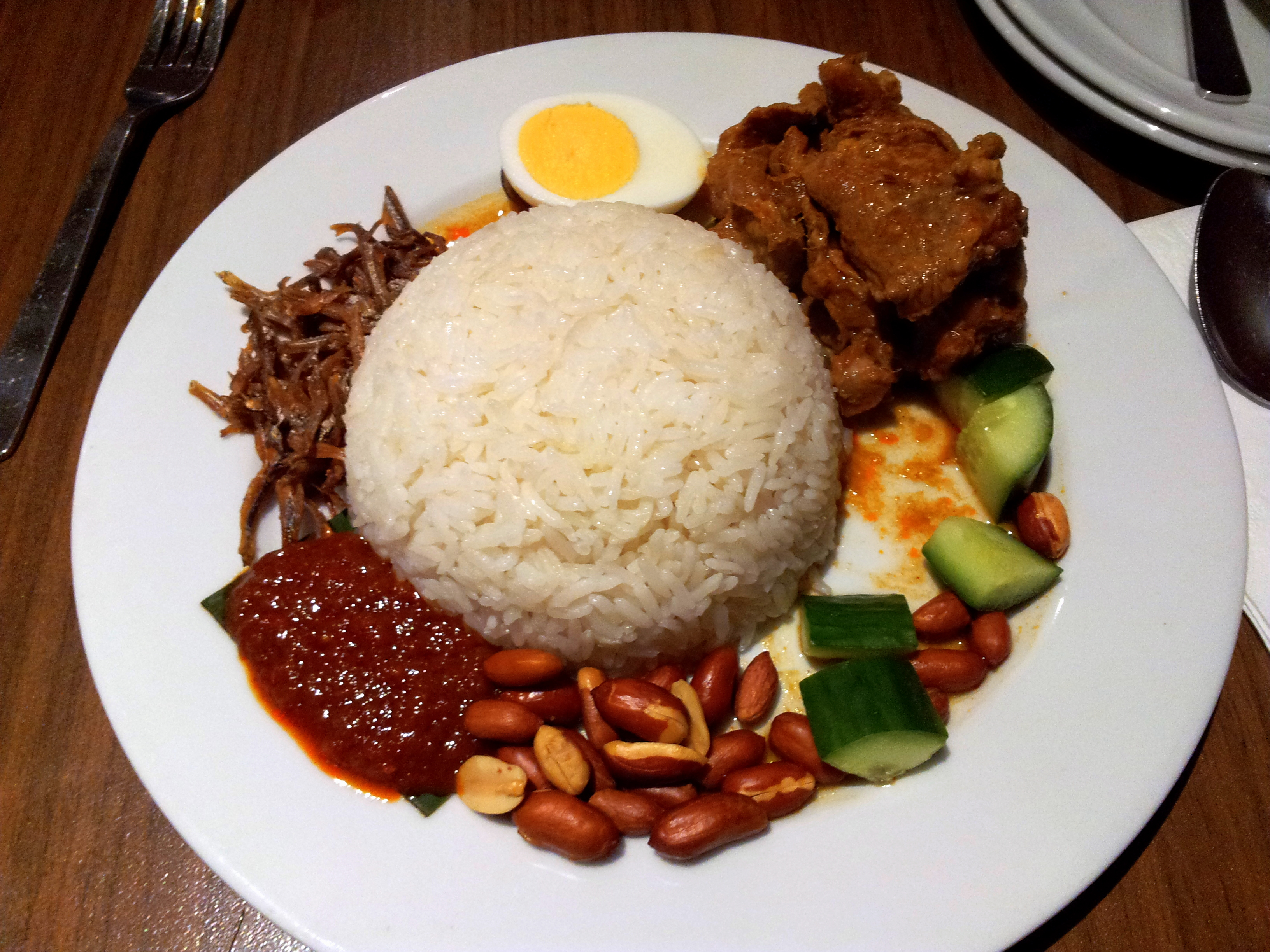
Nasi lemak, el plato nacional de Malasia.

La gastronomía de Malasia refleja la composición multi-étnica de su población. Muchas culturas del interior del país y de las regiones periféricas recibieron gran influencia de las cocinas del exterior. La mayor parte de estas proviene de los malayos, chinos, indios, tailandeses, javaneses y sumatras, debido en gran parte a que el país formaba parte de la antigua ruta de las especias. Su gastronomía es muy similar a la de Singapur y Brunéi, además de que tiene cierta similitud con la cocina de Filipinas. Cada estado tiene distintos platos, y a menudo la comida en Malasia es diferente a las recetas originales.
En ocasiones la comida que no es originaria de una cultura puede ser asimilada por otra; por ejemplo, los restaurantes de comida china a menudo también ofrecen platos malayos. La comida de otras culturas también puede ser cocinada utilizando técnicas obtenidas de otra cultura. Esto significa que aunque gran parte de la comida malaya puede remontarse hasta cierta cultura, tiene su propia identidad. El arroz es muy común en muchos platos. El chile se encuentra normalmente en la cocina local, aunque esto no necesariamente signifique que los platos son picantes.

### Tecnología e innovación
Según el índice mundial de innovación, a cargo de la Organización Mundial de la Propiedad Intelectual (OMPI), en su versión de 2024, Malasia se ubicó en el lugar 33 en innovación entre 133 países del mundo; mientras que en sus versiones de 2022 y 2023, obtuvo el lugar 36.

## Religión

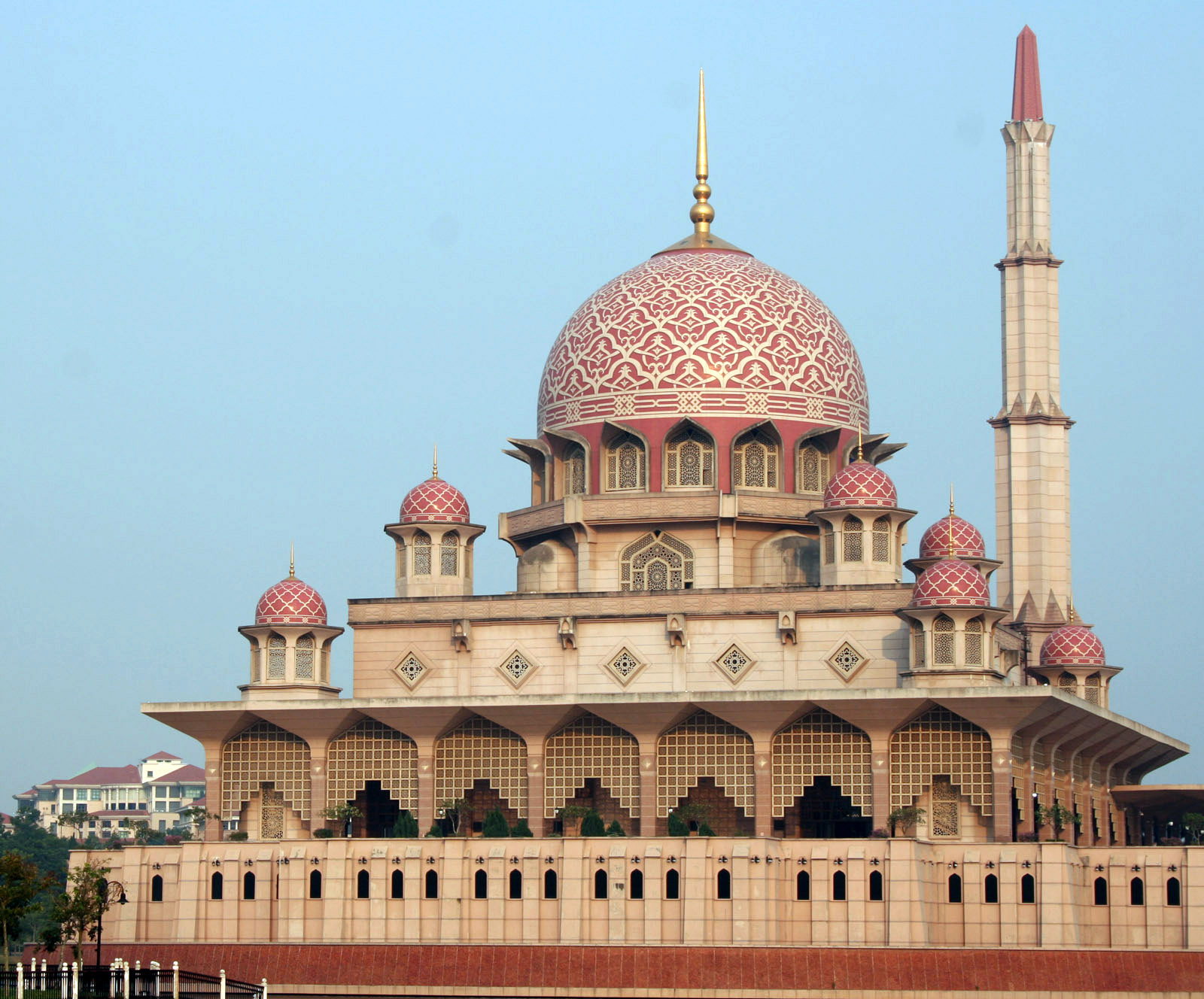
Mezquita Putra en Putrajaya.

Malasia es una sociedad multirreligiosa en la que el islam es la religión oficial. Según el censo de 2000 cerca del 60,4 % de la población practica el islam, el 19,2 % el budismo, el 9,1 % el cristianismo, el 6,3 % el hinduismo y el 2,6 % la religión tradicional china. La fracción restante correspondió a creencias como el animismo, las religiones tradicionales, el sijismo y otras creencias, mientras que el 1,1 % declaró no pertenecer a ninguna religión o no respondió a la pregunta.
Todos los malayos son musulmanes (100 %) según el artículo 160 de la Constitución de Malasia. Según el censo los chinos son budistas en su mayoría (75,9 %), aunque algunos también practican el taoísmo (10,6 %) y el cristianismo (9,6 %). La mayoría de los indios sigue el hinduismo (84,5 %), con minorías cristianas (7,7 %) y musulmanas (3,8 %).

### Relación con el Estado
En principio, la Constitución garantiza la libertad de culto. Sin embargo, los no musulmanes deben sobrellevar problemas como las dificultades para construir templos religiosos e incluso para celebrar sus cultos en algunos estados. Los musulmanes deben seguir las decisiones de las cortes islámicas en temas importantes como el matrimonio, la herencia, la apostasía, la conversión o la custodia.
Las cortes civiles, incluyendo la máxima instancia de la Corte Federal, no pueden ir en contra de una decisión emanada de una corte islámica. Debido a su negativa a aceptar cualquier caso que incluya cuestiones sobre el islam, se han presentado problemas en los casos civiles entre musulmanes y no musulmanes, pues deben ser juzgados indiferentemente por un tribunal islámico.

## Deportes

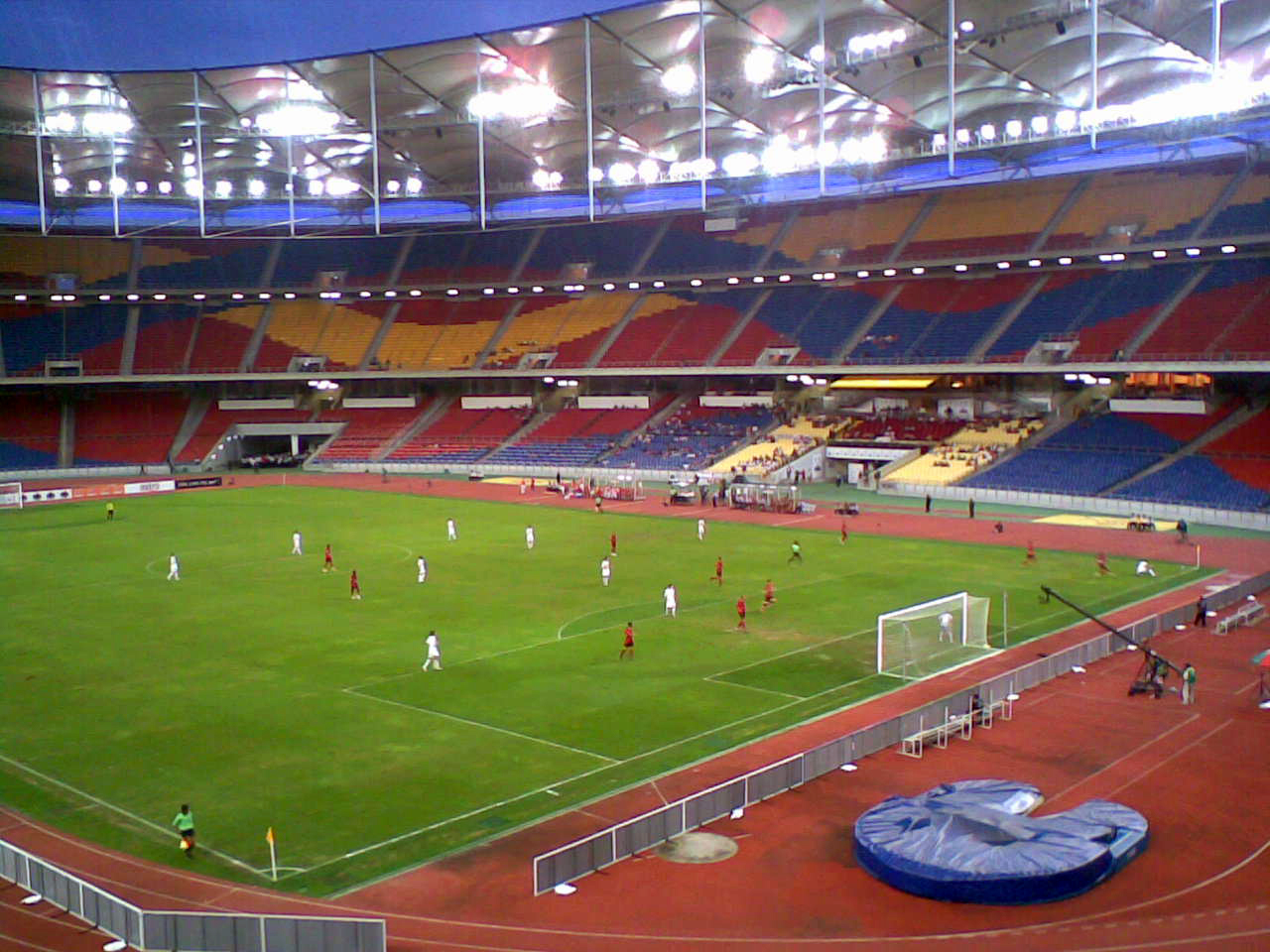
Estadio Nacional Bukit Jalil, en las afueras de la capital.

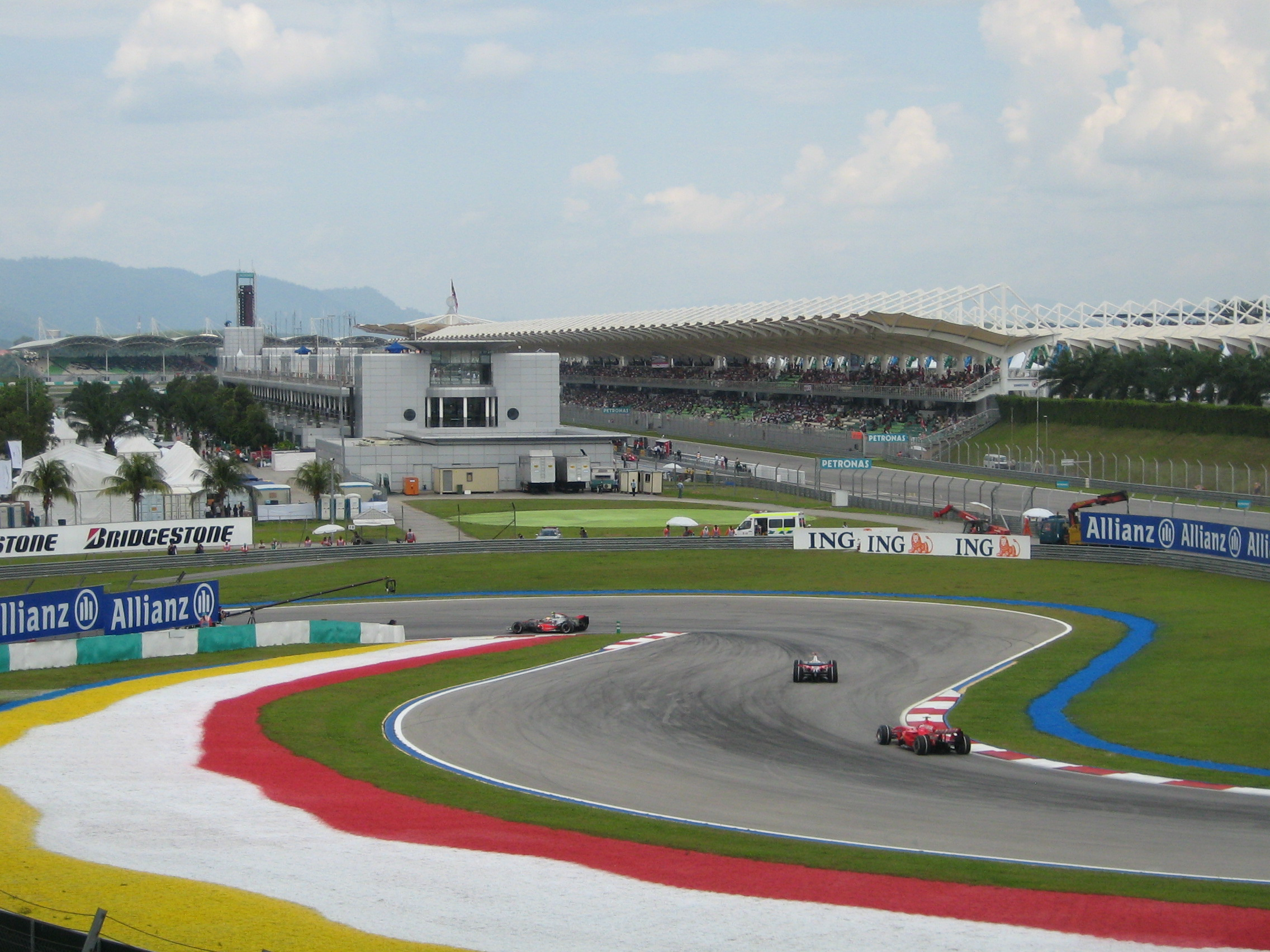
Segmento del circuito del Gran Premio de Malasia.

Uno de los principales deportes del país es el fútbol. La mejor participación internacional de su selección nacional fue en los Juegos Olímpicos de Múnich en 1972, pues logró clasificarse. Aunque no logró superar la primera ronda, logró una victoria contra Estados Unidos. Ese mismo año, logró su mejor participación en la Copa Asiática, ubicándose en el 5.º (aunque penúltimo) lugar.
El país fue asimismo sede de los Juegos de la Mancomunidad de 1998, los cuales se desarrollaron en el Estadio Nacional Bukit Jalil y en otros edificios deportivos situados en el mismo parque, que constituye la principal infraestructura en la materia a escala nacional.
Junto a Indonesia, Tailandia y Vietnam, Malasia organizó la Copa Asiática 2007 en estadios de Kuala Lumpur y Shah Alam. Su selección nacional fue sin embargo eliminada en la primera ronda, perdiendo los tres partidos que disputó y acumulando una diferencia de menos once goles, producto de las goleadas que le propinaron las selecciones de China y Uzbekistán.
A nivel local, la actividad futbolística profesional se desarrolla en torno a tres ligas: la Superliga de Malasia, la Copa de Malasia y la Copa FA Malasia. Los equipos con mayor tradición y número de victorias son Selangor FA, Johor Darul Ta'zim , Kedah FA, Perak FA, y Kuala Lumpur FA.
Los deportes de motor de Malasia son de importancia internacional, pues el país albergó competiciones de relevancia como el Gran Premio de Fórmula 1 hasta el 2017 y actualmente el de Motociclismo (ambos disputados en el Circuito Internacional de Sepang), y también cuenta con el Circuito de Johor dónde se han hecho pruebas del Campeonato mundial de motociclismo y del de superbikes. Allí se disputa además el Abierto de Malasia de Golf, que pertenece al calendario del European Tour y el Asian Tour.
Las actividades en torno a la práctica del baloncesto son coordinadas por la Asociación de Baloncesto de Malasia, representada por la selección nacional en campeonatos como Juegos Olímpicos, el Campeonato Mundial y el Campeonato FIBA Asia. Otros deportes relevantes son el rugby y el bádminton.
El silat es un arte marcial de origen indonesio-malayo practicado en todo el territorio.